# Kimi Räikkönen
Kimi-Matias Räikkönen (in finlandese [ˈkimi ˈmɑtiɑs ˈræikkønen]; Espoo, 17 ottobre 1979) è un ex pilota automobilistico, ex pilota di rally e dirigente sportivo finlandese, campione del mondo di Formula 1 nel 2007.
Considerato uno dei migliori piloti della sua generazione, nell'arco della sua carriera in Formula 1 ha gareggiato con Sauber, McLaren, Ferrari, Lotus e Alfa Romeo Racing. È stato vice-campione del mondo con la McLaren nel 2003 e nel 2005 e campione iridato nella stagione 2007 con la Ferrari.
Räikkönen è il pilota che è arrivato in Formula 1 con il minor numero di gare ufficiali disputate in monoposto (appena ventitré corse alle spalle). Nel corso della sua carriera in Formula 1 ha vinto 21 Gran Premi (10 con la Ferrari, 9 con la McLaren e 2 con la Lotus) diventando il finlandese con più vittorie all'attivo e ha detenuto per due anni il record di pilota con il maggior numero di Gran Premi disputati, primato raggiunto nel Gran Premio dell'Eifel 2020, superando il precedente del brasiliano Rubens Barrichello, successivamente eguagliato e superato da Fernando Alonso nel Gran Premio di Singapore 2022.
Soprannominato Iceman ("uomo di ghiaccio”) ma anche KR7, secondo un sondaggio, Kimi Räikkönen sarebbe il secondo pilota più amato dai tifosi della Ferrari dopo Michael Schumacher.
Tra il 2010 e il 2011 ha inoltre partecipato, durante il momentaneo ritiro dalla Formula 1, al campionato del mondo rally, disputando 22 gare e raccogliendo 59 punti, e ad alcune prove della NASCAR. Nel 2022 ritorna a correre per la prima volta dopo il suo addio alla Formula 1 in una gara della NASCAR Cup Series.
Nel 2011 ha fondato il team IceOne Racing con il quale ha corso nel campionato del mondo rally. Il team si è poi allargato al settore del motocross, diventando nel 2022 il team ufficiale della Kawasaki nel campionato mondiale di motocross, anno nel quale Räikkönen inizia a svolgere il ruolo da Team Principal.

## Carriera

### Gli inizi
Nasce il 17 ottobre 1979 a Espoo, in Finlandia. Il padre Matti è un costruttore di strade, mentre il fratello Rami è un pilota di rally che gareggia nel campionato finlandese di Formula 3. Pilota poliedrico, ha gareggiato in diverse discipline motoristiche; nel 2011 ha fondato un Team che ha preso parte al Mondiale di Motocross, chiamandolo Ice 1 Racing. Pratica snowboard, è appassionato di hockey su ghiaccio e quando torna nella propria città natale assiste sempre ai match della sua squadra del cuore, gli Espoo Blues. È noto per il suo modo di gareggiare freddo e distaccato e per il suo carattere schivo e poco disponibile per interviste e incontri con i media, che gli è valso il soprannome di Iceman; ciò non gli ha tuttavia impedito di conquistarsi un grandissimo numero di sostenitori. Nel 2006, durante il GP del Brasile, destò scalpore un episodio in cui l'ex-pilota Martin Brundle gli domandò come mai non avesse salutato Pelé, Räikkönen rispose “informandolo”, in modo molto colorito, che “era in bagno”.
Kimi nasce in una famiglia non molto facoltosa. A otto anni mosse i primi passi nel kart. Nel 1999 approdò nel campionato britannico di Formula Renault, con il team Manor. L'anno successivo conquistò il titolo grazie a 7 vittorie su 10 gare, 7 pole e 6 giri veloci. Nello stesso anno, gareggiò anche nella Formula Renault internazionale, dove ottenne 2 vittorie, 2 pole e 2 giri veloci. Su 23 gare alle quali aveva partecipato fino a quel momento in monoposto, Kimi aveva avuto successo in oltre il 50%, ottenendo 13 vittorie, fatto che attirò l'attenzione di Peter Sauber dell'omonima scuderia di Formula 1.

### Formula 1 (2001-2009)
Sauber lo invitò a una sessione di test sulla pista del Mugello, questa volta attirando anche l'attenzione del plurititolato Michael Schumacher, lì presente per dei collaudi con la Ferrari; al test prese parte anche il pilota collaudatore del team Sauber, Enrique Bernoldi, fortemente spinto dallo sponsor Red Bull verso un posto da titolare per la stagione successiva. I tempi sul giro del giovane finlandese furono eccellenti e migliori di quelli di Bernoldi, tanto che Peter Sauber decise di ingaggiarlo per il campionato 2001 (pur contro il parere di Helmut Marko che continuava a spingere fortemente per il brasiliano): per la prima volta nella storia esordiva in F1 un pilota che aveva disputato sino a quel momento solo 23 gare, di cui peraltro nessuna nelle tradizionali formule propedeutiche alla massima categoria motoristica (quali la Formula 3 o Formula 3000).

#### Il debutto con la Sauber (2001)

##### 2001

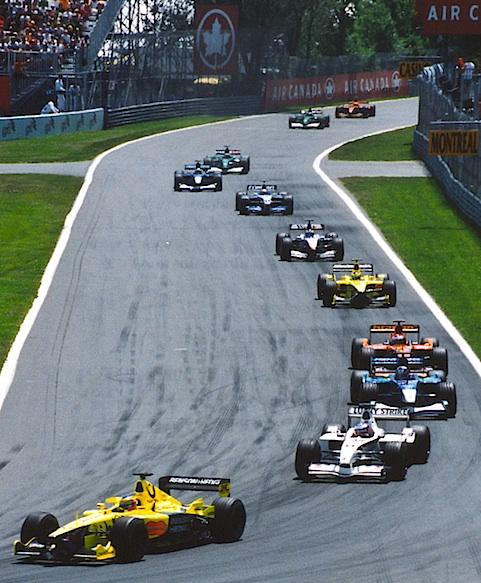
Räikkönen (3º nella foto) su Sauber C20 nel Gran Premio del Canada

Il debutto in Formula 1 avviene nel Gran Premio d'Australia, con una superlicenza FIA provvisoria valida per le prime sei gare, al volante di una Sauber-Petronas. Il suo debutto fu impressionante, arrivando al 6º posto e guadagnando il primo punto mondiale. Una curiosità riguardo a questa sua prima gara fu il fatto che il pilota si sarebbe addormentato a bordo della vettura pochi minuti prima della partenza, dimostrando di non patire per nulla la tensione del debutto in Formula 1. Dopo la corsa la federazione sportiva concesse definitivamente la superlicenza.
Alla fine della sua prima stagione Räikkönen racimolò 9 punti complessivi, posizionandosi al 10º posto nella classifica finale del campionato del mondo, giungendo spesso davanti al suo compagno di squadra Nick Heidfeld, 7º a fine stagione. Il finlandese fu vittima di un brutto incidente in Giappone a Suzuka insieme alla Jordan di Alesi, ma ne uscì senza danni. Data la sua stagione da debuttante, Ron Dennis lo scelse per sostituire in McLaren il posto lasciato vuoto dal due volte campione del mondo Mika Häkkinen, suo connazionale.

#### Il quinquennio con la McLaren (2002-2006)

##### 2002

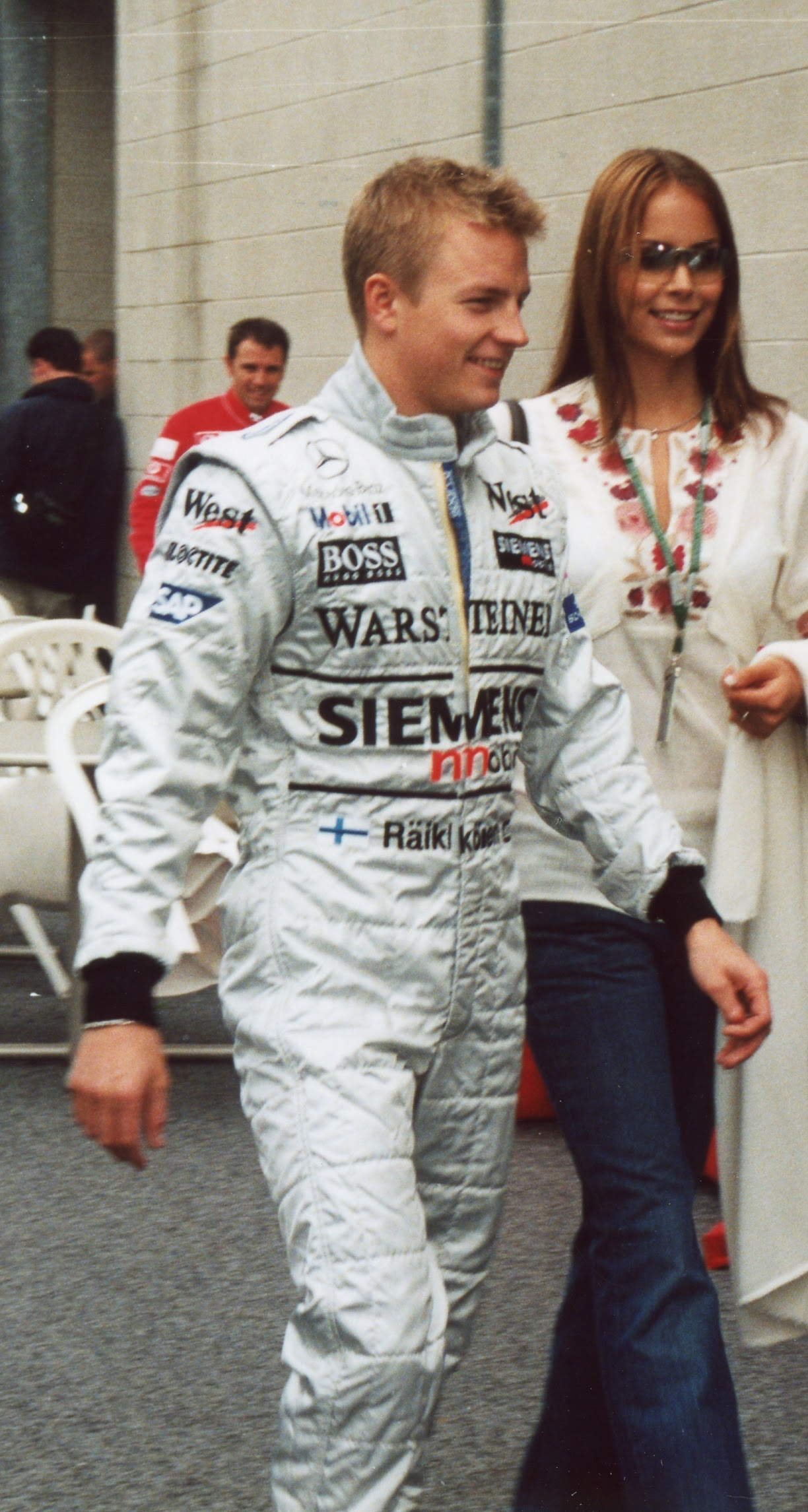
Räikkönen all'esordio in McLaren nella stagione 2002

Nel 2002 passò alla McLaren-Mercedes, che versò una somma pari a 50 milioni di euro per averlo in squadra insieme a David Coulthard. Al debutto con la nuova scuderia, colse il primo podio della carriera giungendo 3º nel Gran Premio d'Australia e ottenendo il giro più veloce. Nel Gran Premio di Francia a Magny-Cours sfiorò la prima vittoria ma, a pochi giri dalla fine, scivolò su una macchia d'olio non segnalata lasciata dalla Toyota di McNish alla curva Adelaide e venne sorpassato da Michael Schumacher, terminando la gara in seconda posizione.
Il finlandese diede buone prove anche sotto il diluvio a Silverstone, dove fu l'unico tra i piloti con gomme Michelin capace di reggere il ritmo dei piloti Ferrari con le più performanti Bridgestone mentre in Belgio, sulla pista di Spa-Francorchamps, riuscì a qualificarsi in prima fila, dietro al solo Schumacher. Il finlandese, nonostante le buone prestazioni, in particolare nel periodo estivo, alla fine della stagione accumulò solo 24 punti che gli valsero il 6º posto finale. Durante la stagione si dimostrò spesso più veloce del compagno di squadra David Coulthard, ma fu spesso colpito da guasti meccanici tanto da contare ben 10 ritiri.

##### 2003
Il 2003 per Räikkönen fu estremamente positivo: pur disponendo della vettura dell'anno precedente seppur modificata (la MP4-18 non gareggiò mai), si ritrovò leader all'interno del suo team e si giocò la vittoria del mondiale sino all'ultima gara. Dopo un terzo posto iniziale ottenuto nel Gran Premio d'Australia, in Malesia arrivò la prima vittoria in carriera. Nel Gran Premio del Brasile venne dato per vincitore ma nei giorni successivi la vittoria fu assegnata a Giancarlo Fisichella per un errore dei commissari.

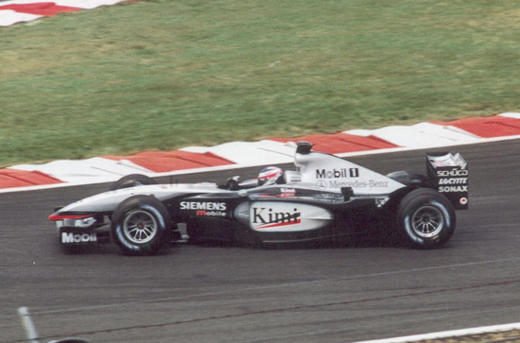
Räikkönen al volante della McLaren MP4-17D nel Gran Premio di Francia

La stagione continuò con buoni risultati e grazie ai numerosi podi conquistati, Räikkönen rimase in lotta per il titolo mondiale fino all'ultimo gran premio, contro il pilota della Ferrari Michael Schumacher e il pilota della Williams Juan Pablo Montoya. Alla fine della stagione si classificò 2º con 91 punti complessivi, solamente due in meno del campione tedesco e davanti al colombiano.

##### 2004
La stagione 2004 fu meno fortunata, costellata da numerosi ritiri per guasti meccanici, a causa della scarsa competitività della vettura. Dopo poche gare il finlandese venne inoltre a conoscenza che per l'anno successivo avrebbe avuto un nuovo compagno di squadra: il colombiano Juan Pablo Montoya, proveniente dalla Williams.

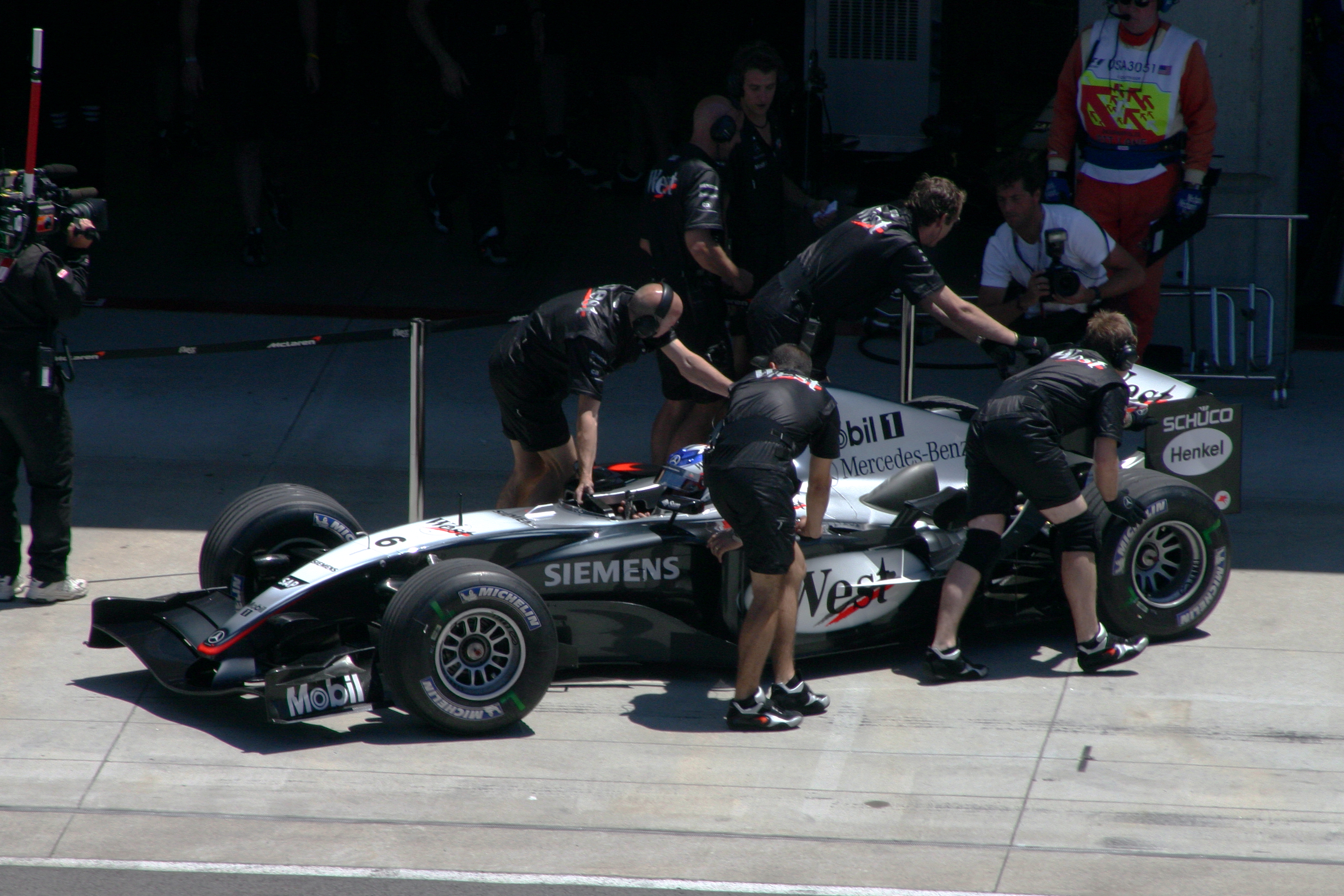
La McLaren MP4-19 di Räikkönen ai box di Indianapolis nel 2004

A metà stagione il team fornì una vettura profondamente modificata e i risultati iniziarono a migliorare: a Silverstone ottenne la pole e insidiò Michael Schumacher fino all'ultimo giro, dovendosi poi accontentare del secondo posto. Due settimane più tardi in Germania, invece, fu costretto al ritiro mentre duellava con il tedesco quando era al comando, mentre nel Gran Premio del Belgio a Spa-Francorchamps riuscì a vincere dopo una gara in cui si rese protagonista di numerosi sorpassi anche ai danni di Michael Schumacher il quale, giungendo comunque secondo a traguardo, riuscì ad aggiudicarsi il titolo mondiale.

##### 2005
Dopo un inizio difficile, nel 2005 Räikkönen dimostrò di poter lottare per il mondiale con il rivale Fernando Alonso. Il finlandese, nonostante un forte ritardo dalla vetta del mondiale dopo le prime quattro gare, riuscì a ridurre il distacco con due vittorie consecutive in Spagna e Monaco, e altre quattro in Canada, Ungheria, Turchia e Belgio. Nel Gran Premio d'Europa fu però vittima di un cedimento alla sospensione quando era leader della gara.

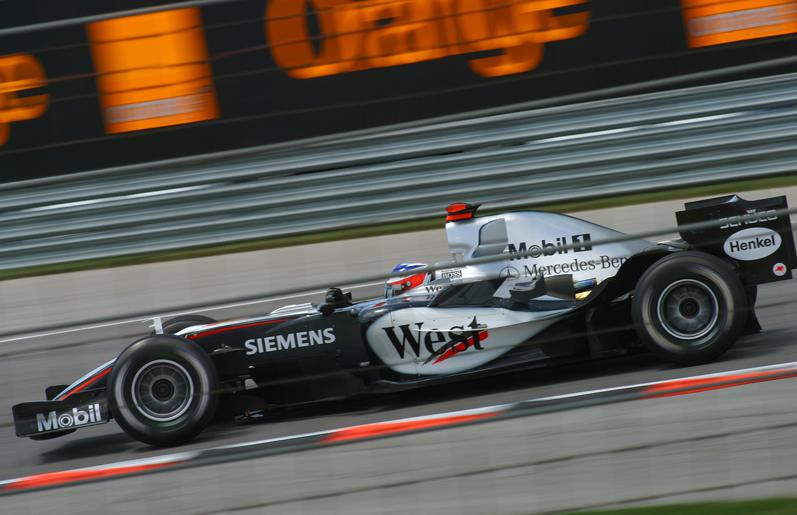
Räikkönen durante le prove del Gran Premio degli Stati Uniti sulla McLaren MP4-20

Il finlandese fu spesso colpito da rotture al propulsore ed è stato più volte costretto a rimontare, riuscendo comunque a portarsi per ben 7 volte sul primo gradino del podio. La stagione si concluse poi con una vittoria in Giappone, ottenuta a seguito di una delle più belle gare della sua carriera. Partendo 17º in griglia, si rese subito protagonista di sorpassi ai danni di Michael Schumacher e del già laureato campione del mondo Fernando Alonso. Grazie anche a un'ottima strategia ai box, riuscì a portarsi alle spalle di Giancarlo Fisichella a 5 giri dalla fine e completò la sua rimonta compiendo un bellissimo sorpasso a danni del romano a poche curve dalla bandiera a scacchi. I problemi di affidabilità della McLaren, oltre che un inizio di stagione difficile in cui perse terreno in classifica nei confronti dei rivali, vanificarono gli sforzi consegnando il titolo ad Alonso e alla Renault. In questa stagione su 19 gare ha ottenuto ben 10 giri veloci in gara, record assoluto detenuto a pari merito con Michael Schumacher.
Nel 2005 ha fondato la scuderia di Formula 3 Räikkönen Robertson Racing, venduta nel 2010 e rinominata in Double R Racing.

##### 2006

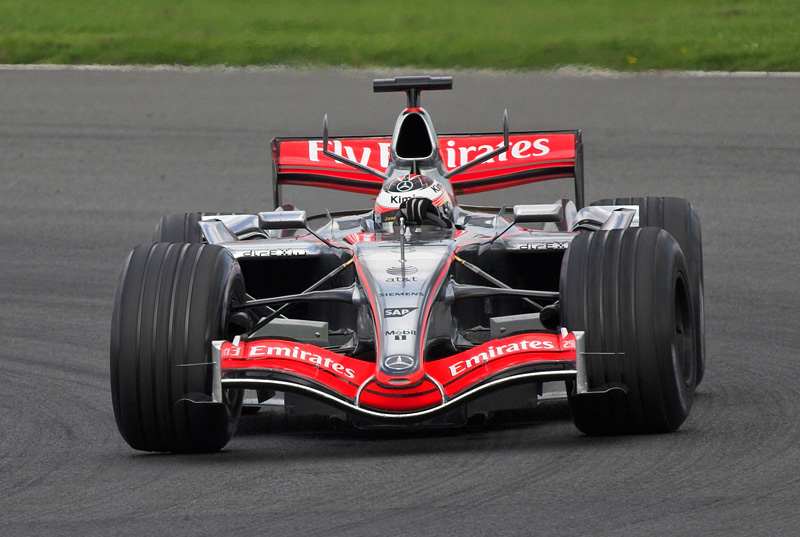
Räikkönen testa la McLaren MP4-21 a Silverstone nel 2006

Nel 2006 la mancanza di affidabilità e di competitività della sua McLaren-Mercedes lo esclusero subito dalla lotta per il titolo mondiale e non riuscì a vincere nessun gran premio, conquistando ugualmente 65 punti, 3 pole position e terminando al quinto posto alle spalle dei piloti Ferrari e Renault. Sfiorò la vittoria solo in Ungheria dove però fu costretto al ritiro per un incidente con il doppiato Vitantonio Liuzzi e a Monaco dove si ritirò ancora per guai tecnici, nonostante fosse l'unico pilota in pista a tenere il ritmo di Alonso.
A Monza, quando il tedesco ufficializzò il suo ritiro, la Ferrari confermò l'ingaggio di Räikkönen come successore e il finlandese concluse la gara secondo proprio dietro a Michael Schumacher.

#### Il passaggio alla Ferrari, il titolo iridato e il primo ritiro (2007-2009)

##### 2007

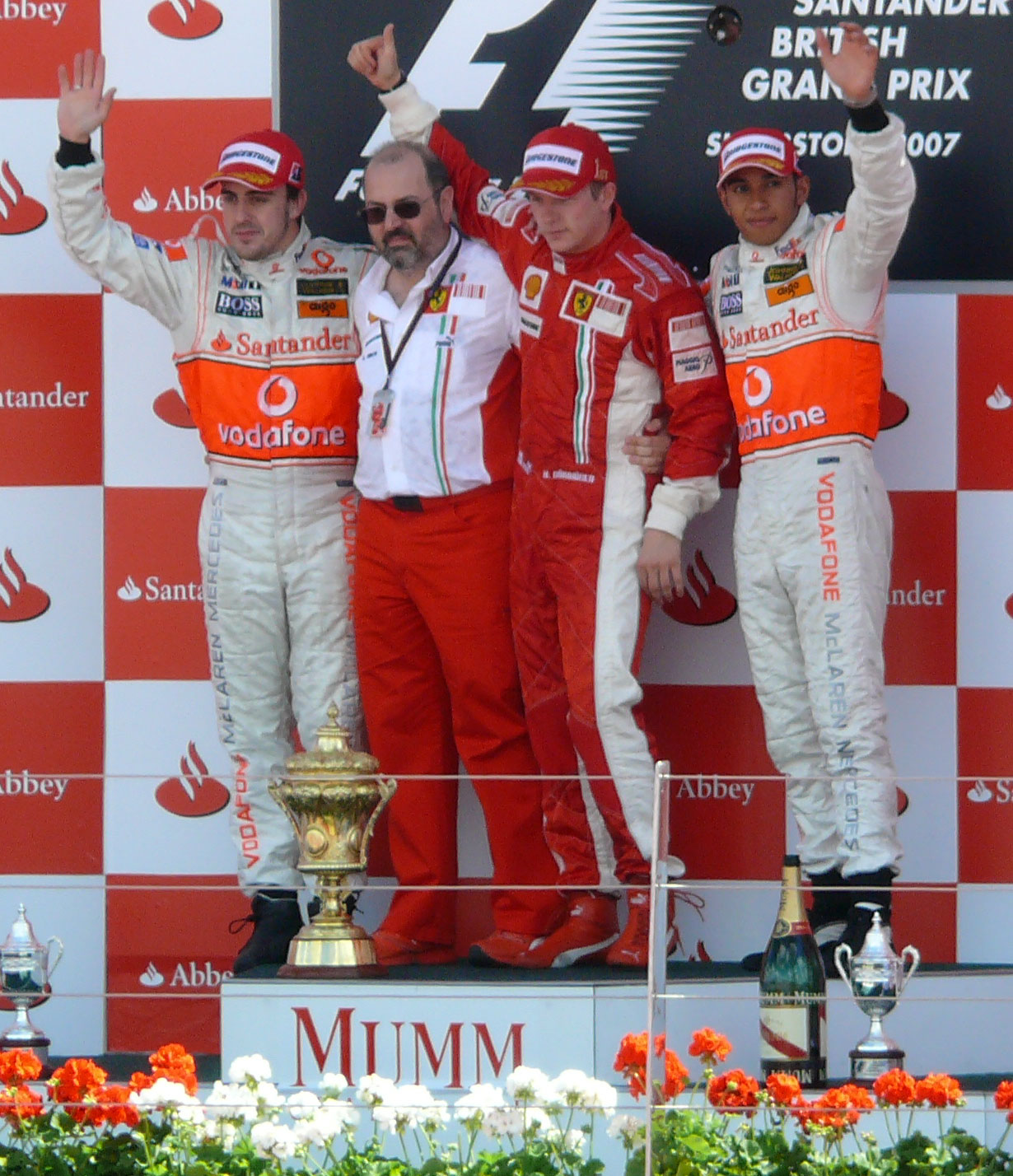
Räikkönen sul gradino più alto del podio al Gran Premio di Gran Bretagna, assieme all'ingegnere Gilles Simon e ai piloti Fernando Alonso e Lewis Hamilton.

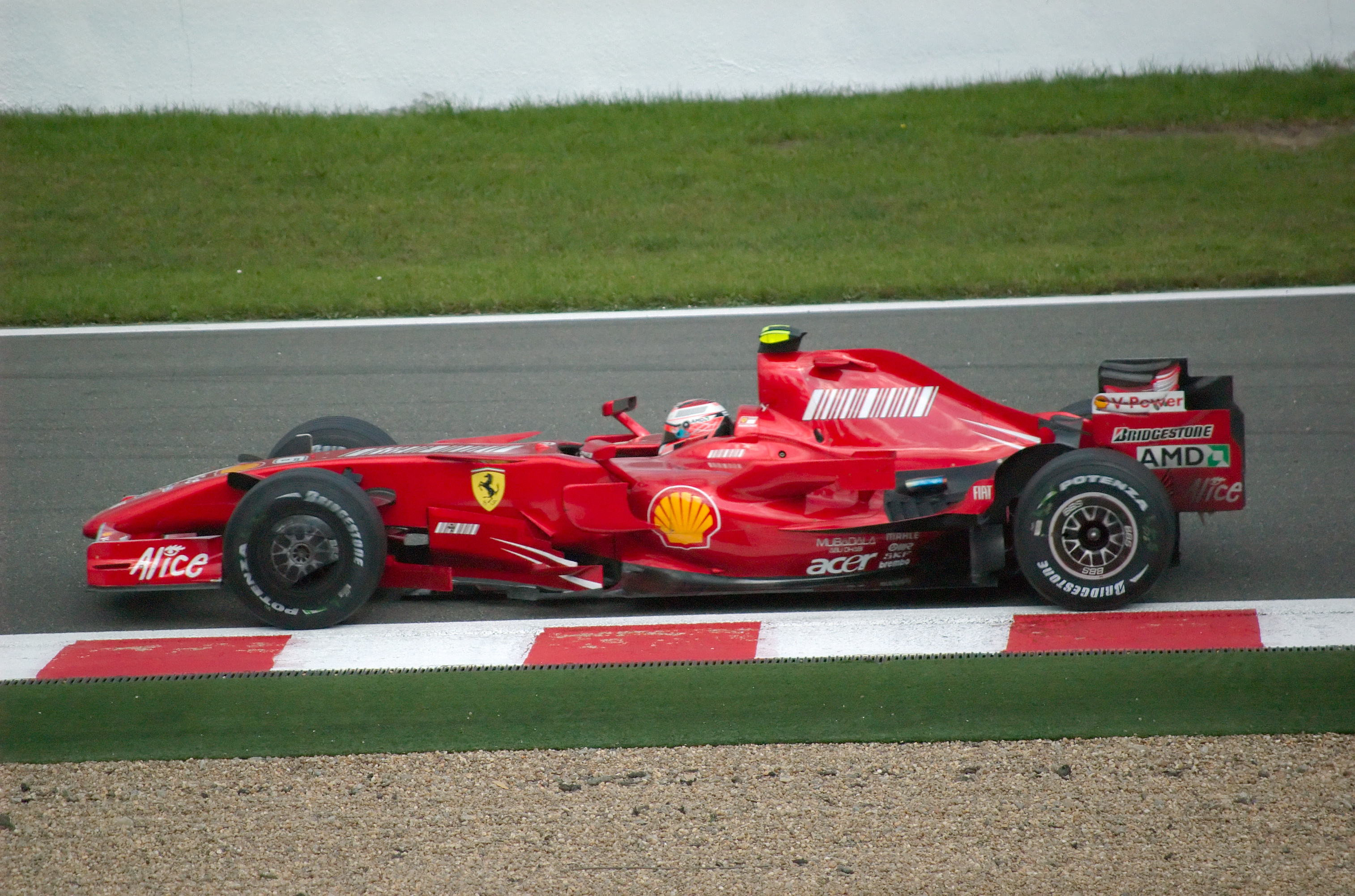
Räikkönen al Gran Premio del Belgio

Il debutto al volante della F2007, la nuova macchina della Ferrari che ha utilizzato nel corso del mondiale di Formula 1 2007, avvenne il 30 gennaio 2007 a Valencia. Iniziò la stagione vincendo il Gran Premio d'Australia dove ottenne pole position e giro più veloce (solo Fangio e Mansell erano riusciti a fare altrettanto al debutto con una Ferrari). Le due gare successive gli fanno conquistare due terzi posti, il primo in Malesia, dove il motore era stato limitato nei giri a causa di una piccola perdita d'acqua sul finire del Gran Premio d'Australia, e uno in Bahrein.
Le successive gare furono più travagliate con un ritiro in Spagna a causa di un problema elettronico, un ottavo posto a Monaco, dove era partito 15º a causa di un errore in qualifica, un quinto in Canada e un quarto negli Stati Uniti. Il finlandese centrò due vittorie consecutive nel Gran Premio di Francia, superando al via l'inglese Lewis Hamilton della McLaren e al 46º giro il compagno Felipe Massa grazie alla tattica dei pit-stop, e in Gran Bretagna; a questi risultati seguirono un ritiro (Nurburgring) e due secondi posti (Ungheria e Turchia). A Monza, inoltre, Räikkönen ebbe anche un incidente abbastanza grave nelle libere e in gara finì solo terzo, dietro alle McLaren. In Belgio, dopo aver ottenuto la pole position, il finlandese tornò sul gradino più alto del podio, portando insieme a Massa il quindicesimo titolo costruttori alla Ferrari. Nel Gran Premio del Giappone, in una gara sotto la pioggia, Räikkönen si ritrovò nelle ultime posizioni a causa di un'errata scelta delle gomme ma rimontò fino al terzo posto.

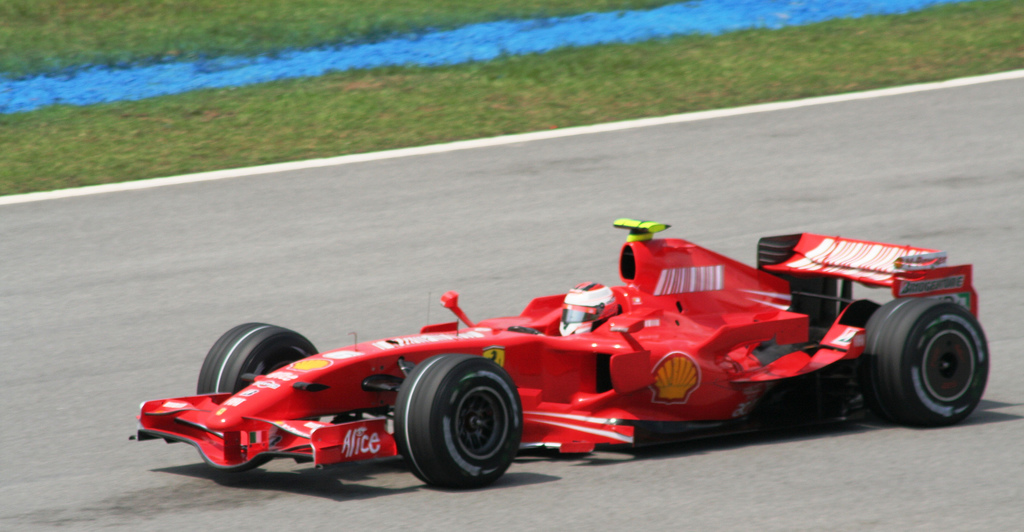
Räikkönen al Gran Premio della Malesia

Con 17 punti da recuperare a Hamilton su 20 disponibili, il mondiale sembrava ormai chiuso, ma grazie alle vittorie in Cina – dove la Ferrari colse il suo duecentesimo trionfo in F1 – e in Brasile, giovando del contemporaneo magro bottino (ritiro in Asia, e settimo posto in Sudamerica) raccolti dal rivale inglese, il finlandese riuscì a conquistare il titolo mondiale. Nelle ore successive al termine della gara brasiliana venne aperta un'inchiesta dalla FIA sulla Williams di Rosberg, quarto in gara, e sulle BMW Sauber di Heidfeld e Kubica, rispettivamente sesto e quinto, per le temperature fuori norma della benzina; l'inchiesta non portò alla squalifica dei piloti coinvolti, sicché il titolo di Räikkönen venne confermato anche dopo l'udienza definitiva del 15 novembre. Contestualmente, la Ferrari vinse anche il mondiale costruttori.

##### 2008
La stagione 2008 non iniziò sotto i migliori auspici per il finlandese: alla prima gara in Australia, a Melbourne, si ritirò a 4 giri dal traguardo e venne riammesso in classifica solo in un secondo tempo per via di una squalifica inflitta a Rubens Barrichello. Ritrovò prestazioni in Malesia, a Sepang, vincendo la gara autorevolmente, superando con una sosta ai box ritardata il compagno di squadra Felipe Massa. Sul Circuito di Manama, in Bahrein, tagliò il traguardo secondo dietro al suo compagno di squadra e davanti a Robert Kubica. Al Gran Premio di Spagna disputò la miglior gara della stagione, con pole position, vittoria e giro veloce.

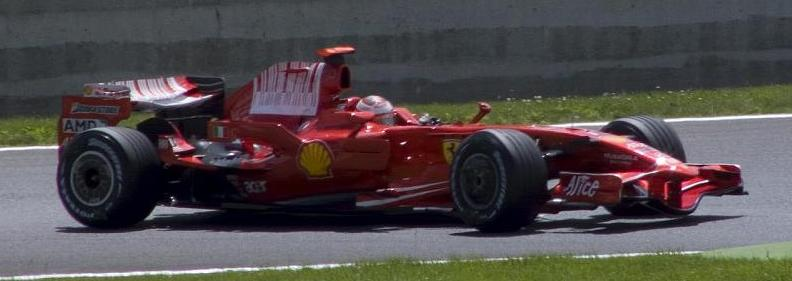
Kimi al Gran Premio di Francia

Nelle gare successive Räikkönen non ottenne prestazioni brillanti, in gran parte dovute a delle mediocri qualifiche, con un ritiro al Gran Premio del Canada (tamponato da Hamilton in corsia box durante una sosta con safety-car), un secondo posto in Francia, dove aveva anche conquistato la duecentesima pole position per la Ferrari e condotto più di metà gara in testa, quando fu vittima di un problema allo scarico che ne compromise le prestazioni, un quarto posto a Silverstone e un sesto a Hockenheim. Räikkönen tornò sul podio al Gran Premio d'Ungheria, conquistando il terzo posto, salvo poi disputare altre gare senza ottenere buoni risultati, con un ritiro a Valencia, un altro a Spa-Francorchamps, in cui era al comando fino all'uscita di pista a 2 giri dalla fine sotto la pioggia, un nono posto a Monza nella gara di casa della Ferrari e un ennesimo ritiro (causa incidente contro le barriere) nella gara notturna di Singapore.

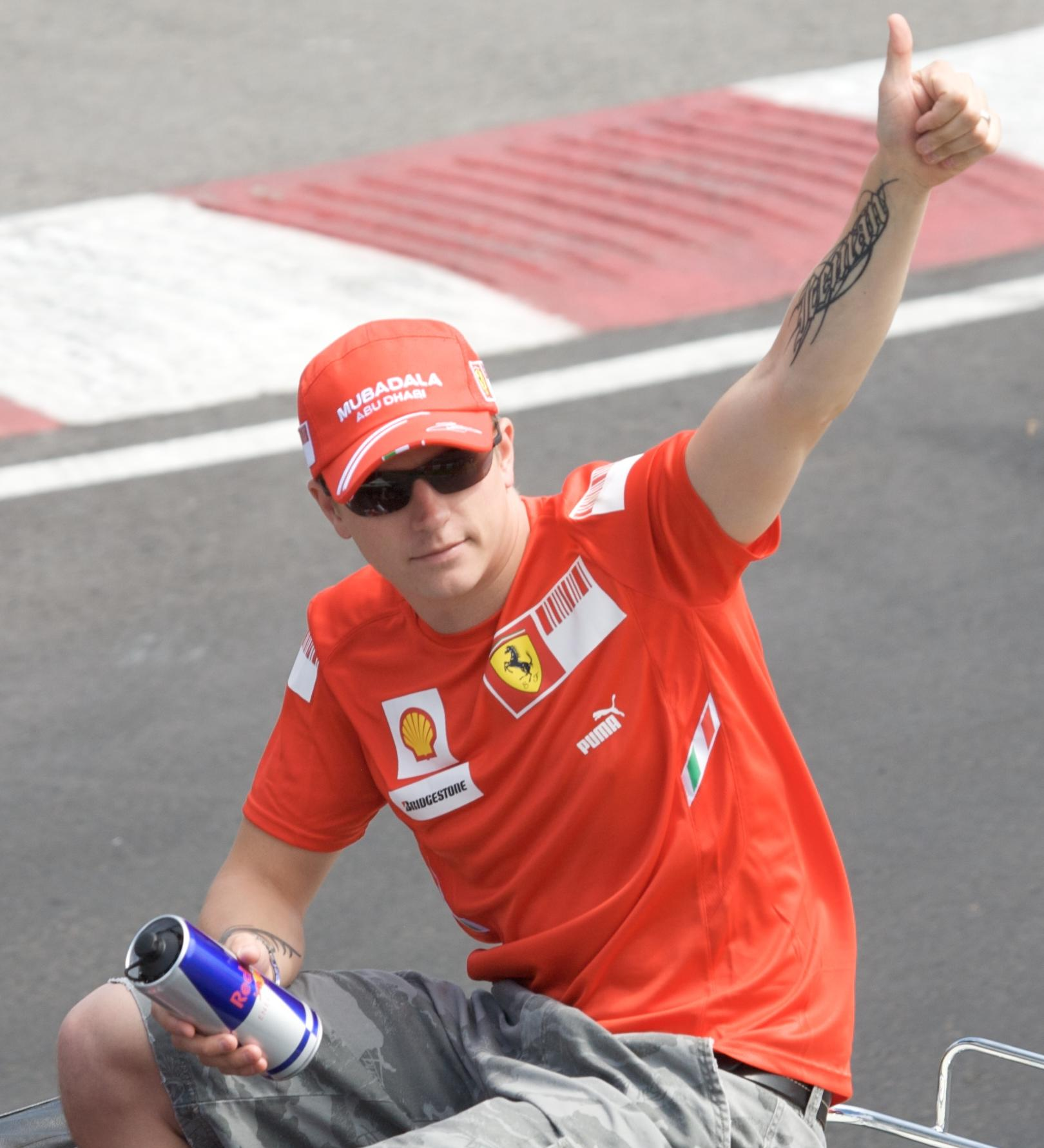
Räikkönen durante la sfilata dei piloti precedente il Gran Premio del Canada

Nelle restanti tre gare Räikkönen ritornò competitivo, accettando di fare da gregario al compagno Massa e aiutarlo a conquistare il titolo, per cui il brasiliano era ancora in corsa assieme a Lewis Hamilton. Al Gran Premio del Giappone, in Cina e in Brasile concluse quindi con tre terzi posti, utili alla Ferrari solo per la conquista del campionato costruttori, poiché Felipe Massa, nonostante la vittoria nel gran premio di casa in Brasile, non riuscì a conquistare il titolo, che andò invece a Lewis Hamilton.

##### 2009

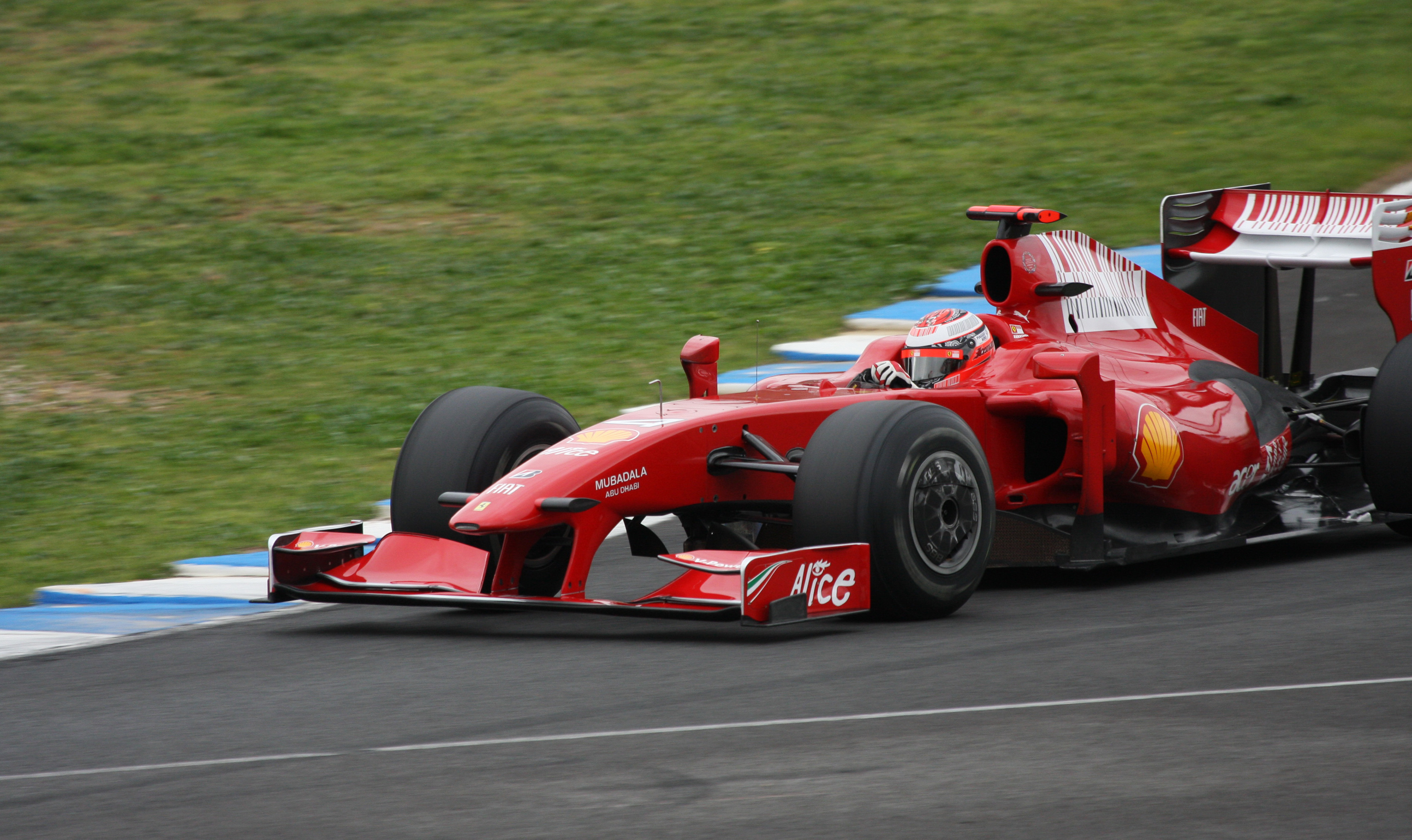
Räikkönen prova la Ferrari F60 durante i test pre-stagionali a Jerez de la Frontera

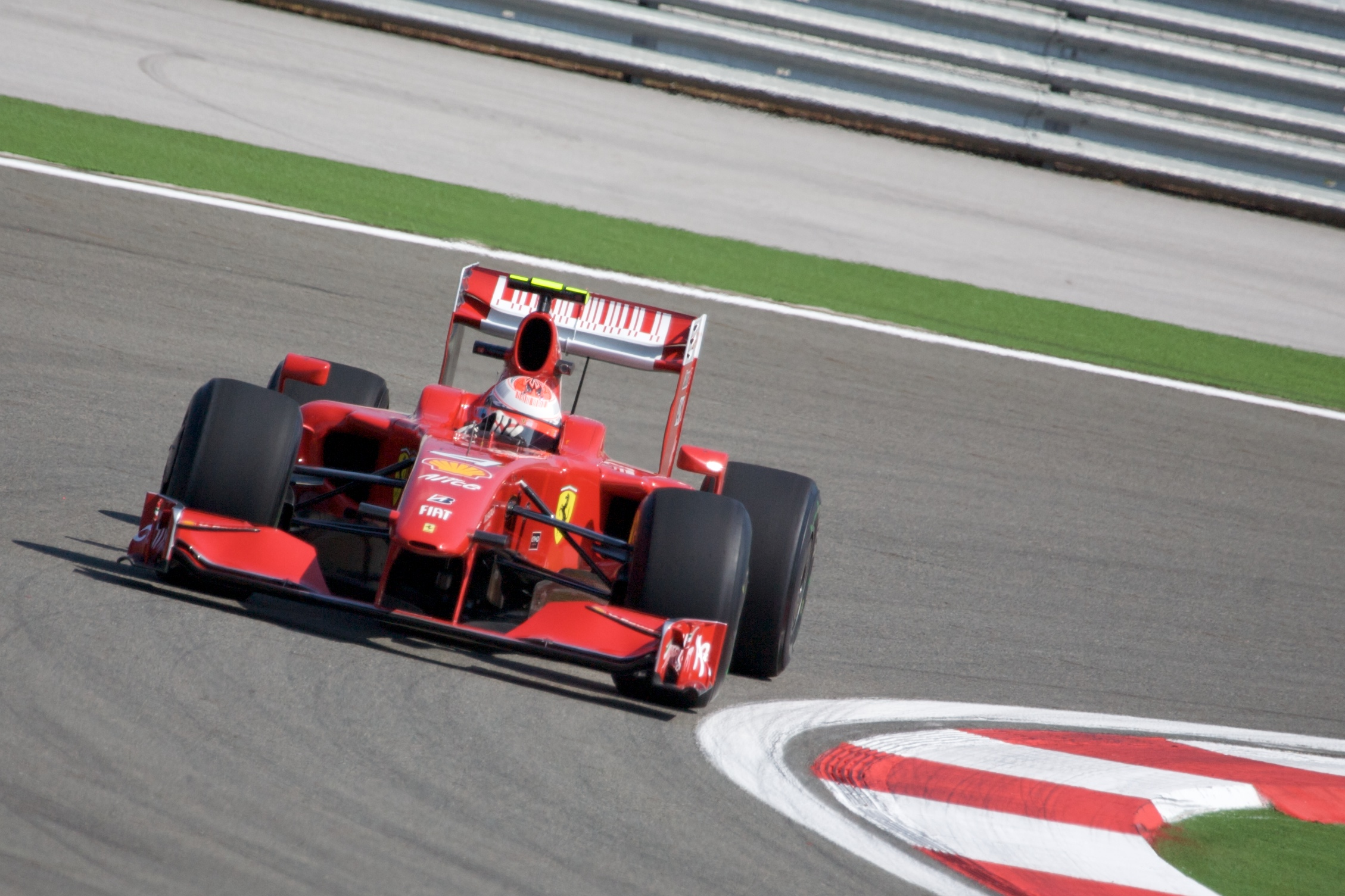
Kimi al Gran Premio di Turchia

La stagione 2009 non si aprì per niente bene per il finlandese. La Ferrari non era veloce e performante come quella degli anni precedenti e nelle prime tre gare della stagione, in Australia, Malesia e Cina, Räikkönen non riuscì mai ad andare a punti, facendo segnare rispettivamente un ritiro (problemi al differenziale), un quattordicesimo (gli furono montate le gomme da full wet durante l'asciutto e alla fine ebbe problemi al KERS) e un decimo posto (ebbe una perdita di potenza del motore all'inizio della gara e problemi di grip).
I primi 3 punti arrivarono con il sesto posto in Bahrein, mentre in Spagna, dove aveva fatto segnare la sua ultima vittoria in Formula 1 nel 2008, si ritirò per problemi di natura idraulica. Il primo podio stagionale arrivò al Gran Premio di Monaco, dove il finlandese chiuse in terza posizione dopo aver perso la pole position a favore di Button per soli 40 millesimi.
Nelle successive tre gare, in Turchia, Gran Bretagna e Germania, il pilota finlandese ottenne appena un punto, frutto di un ottavo posto a Silverstone, facendo segnare rispettivamente un nono posto e un ritiro per la rottura del motore negli altri due Gran Premi. Dal Gran Premio d'Ungheria, nel quale la squadra perse Massa per infortunio, le prestazioni della Ferrari e parallelamente del finnico migliorarono in modo considerevole: già all'Hungaroring Räikkönen conquistò il secondo posto alle spalle di Lewis Hamilton dopo un'ottima partenza. Salì di nuovo sul podio sul cittadino di Valencia, dove giunse terzo al traguardo. L'unica vittoria stagionale arrivò nel Gran Premio del Belgio sul Circuito di Spa-Francorchamps, sul quale aveva già vinto tre volte in carriera. Il pilota finlandese, partito dalla sesta posizione, approfittò al meglio della presenza del KERS sulla propria vettura, prendendo la testa della corsa al via e difendendosi dagli attacchi di Giancarlo Fisichella.
Nel successivo Gran Premio d'Italia Räikkönen centrò il quarto podio consecutivo, piazzandosi terzo grazie al ritiro per incidente di Hamilton all'ultimo giro. Nella notturna di Singapore il finlandese interruppe la serie positiva e si dovette accontentare del decimo posto dopo un weekend difficile per le Ferrari. Nella settimana successiva venne annunciato il suo addio alla scuderia di Maranello, per far spazio al pilota spagnolo Fernando Alonso a partire dalla stagione 2010. Subito si diffuse la voce di un suo ritorno alla McLaren per affiancare Hamilton, considerata dal pilota finlandese l'unica valida alternativa alla scuderia di Maranello, trattativa che poi non si concretizzò. Nonostante questo aspetto legato al mercato e la scarsa competitività della vettura, il cui sviluppo era stato fermato da tempo, nel Gran Premio del Giappone a Suzuka Räikkönen riuscì a conquistare un quarto posto, tenendo aperta la lotta con la McLaren per il terzo posto nel mondiale costruttori.
Al Gran Premio del Brasile Iceman giunse sesto al traguardo nonostante una collisione con Mark Webber nelle prime fasi di gara e un inconveniente durante il pit stop, quando la sua vettura fu investita dalla benzina persa dalla McLaren del suo connazionale Heikki Kovalainen, ripartito dai box con il tubo della benzina ancora attaccato. Nell'ultima gara della stagione, disputata ad Abu Dhabi, il pilota finlandese non riuscì a far meglio del dodicesimo posto. A fine stagione, conclusasi in sesta posizione con 48 punti, decise di ritirarsi dalla F1 e passare a tempo pieno ai Rally.

### La parentesi nei rally e nella NASCAR

#### Rally

##### 2009

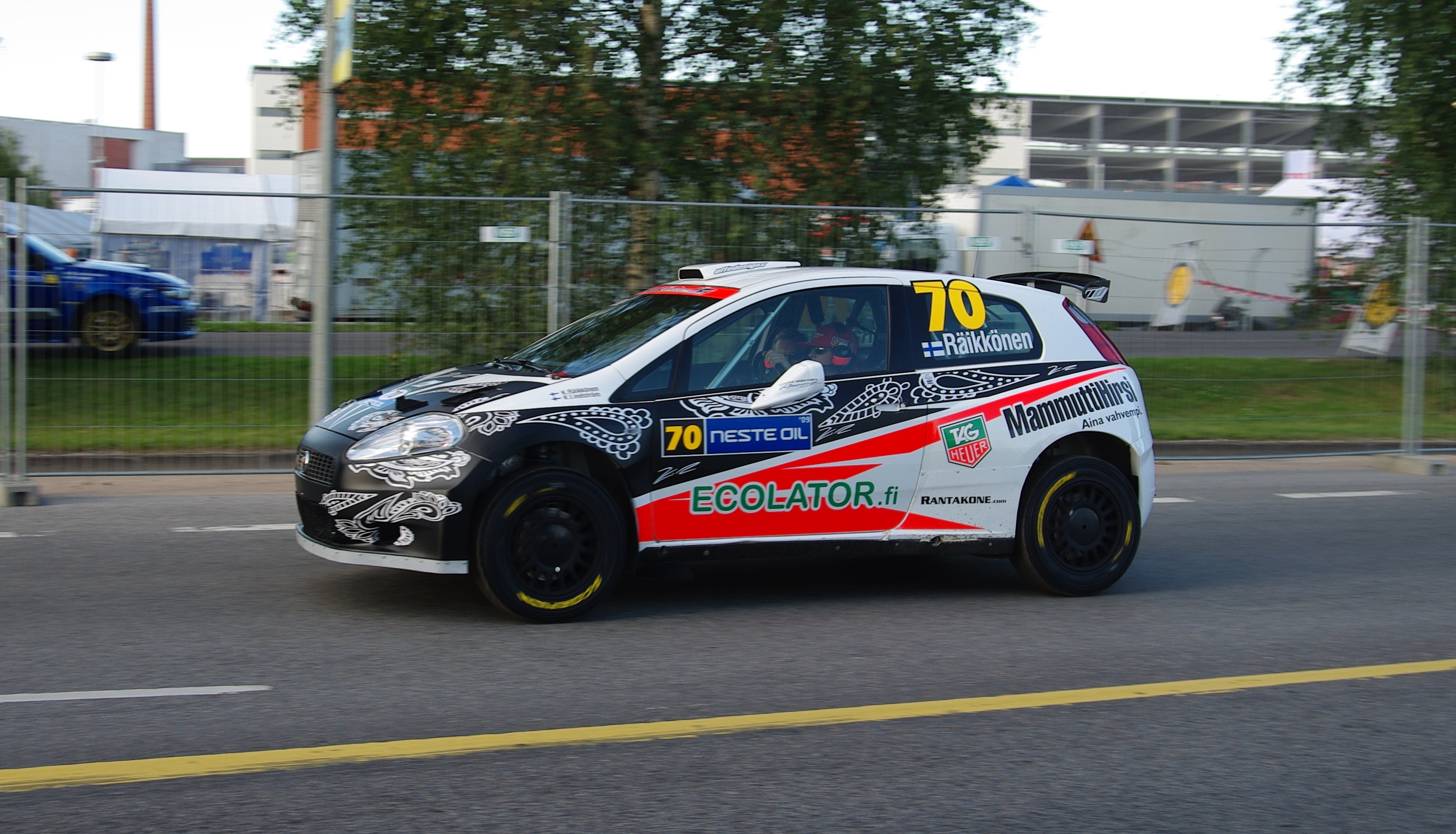
Räikkönen a bordo di una Abarth Grande Punto S2000 durante il Rally di Finlandia del 2009, suo debutto assoluto nel Campionato del mondo rally.

Kimi Räikkönen insieme al suo co-pilota e amico Kaj Lindström fa il suo esordio nei rally all'Arctic Lapland Rally il 23 gennaio 2009 con una Abarth Grande Punto S2000 preparata dalla Tommi Mäkinen Racing, con cui finisce 13º. Il 21 febbraio partecipa anche al SM Vaakuna-Rally, tappa del campionato nazionale finlandese, dove conclude al 17º posto. Il 29 e 30 maggio debutta sull'asfalto al Rally della Marca, valido per il Trofeo Rally Asfalto 2010. Anche qui finisce in 17ª posizione.
Dal 30 luglio al 2 agosto debutta nel WRC partecipando al Rally di Finlandia, ritirandosi. Il 18 novembre 2009 il suo manager comunica l'intenzione del pilota di non correre nella stagione 2010 di Formula 1, e il 4 dicembre viene ufficializzato l'accordo per un anno con il Citroën Junior Team sponsorizzato dalla Red Bull, per la quale gareggerà, per 12 gare delle 13 in programma, nel Campionato del mondo rally.
Ha fondato una propria squadra, l'ICE 1 Racing, nata per gareggiare nel Campionato del mondo rally e poi confluita nel Campionato mondiale di motocross.

##### 2010
Il 3 aprile 2010, al termine del terzo rally della stagione, in Giordania, Räikkönen si classifica all'8º posto, diventando così il primo pilota finlandese nella storia (e il secondo dopo Carlos Reutemann) a conquistare punti iridati sia nel campionato di Formula 1 che in quello Rally. Il 18 aprile al Rally di Turchia conquista il suo miglior risultato nei Rally finendo in 5ª posizione, a 6 minuti e 44 secondi da Sébastien Loeb. Il 13 giugno con la sua Citroën C4 WRC partecipa al Rally della Lanterna conquistando la 2ª posizione, battuto di pochi secondi dal compagno di marca Sébastien Ogier, vincendo la prima prova di tappa ufficiale, Laccio-Torriglia.
Il 22 agosto 2010 durante il Rally di Germania vince la sua prima prova speciale nel WRC, e conclude al 7º posto nella classifica finale del Rally: diventa così il primo pilota di Formula 1 nella storia ad avere vinto una prova speciale del campionato del mondo rally. Il 18 settembre con la sua Citroën vince il Rallye du Vosgien (a Saint-Étienne-lès-Remiremont, in Francia), a cui partecipa come test in preparazione del Rally di Francia, 11ª tappa del campionato.

##### 2011

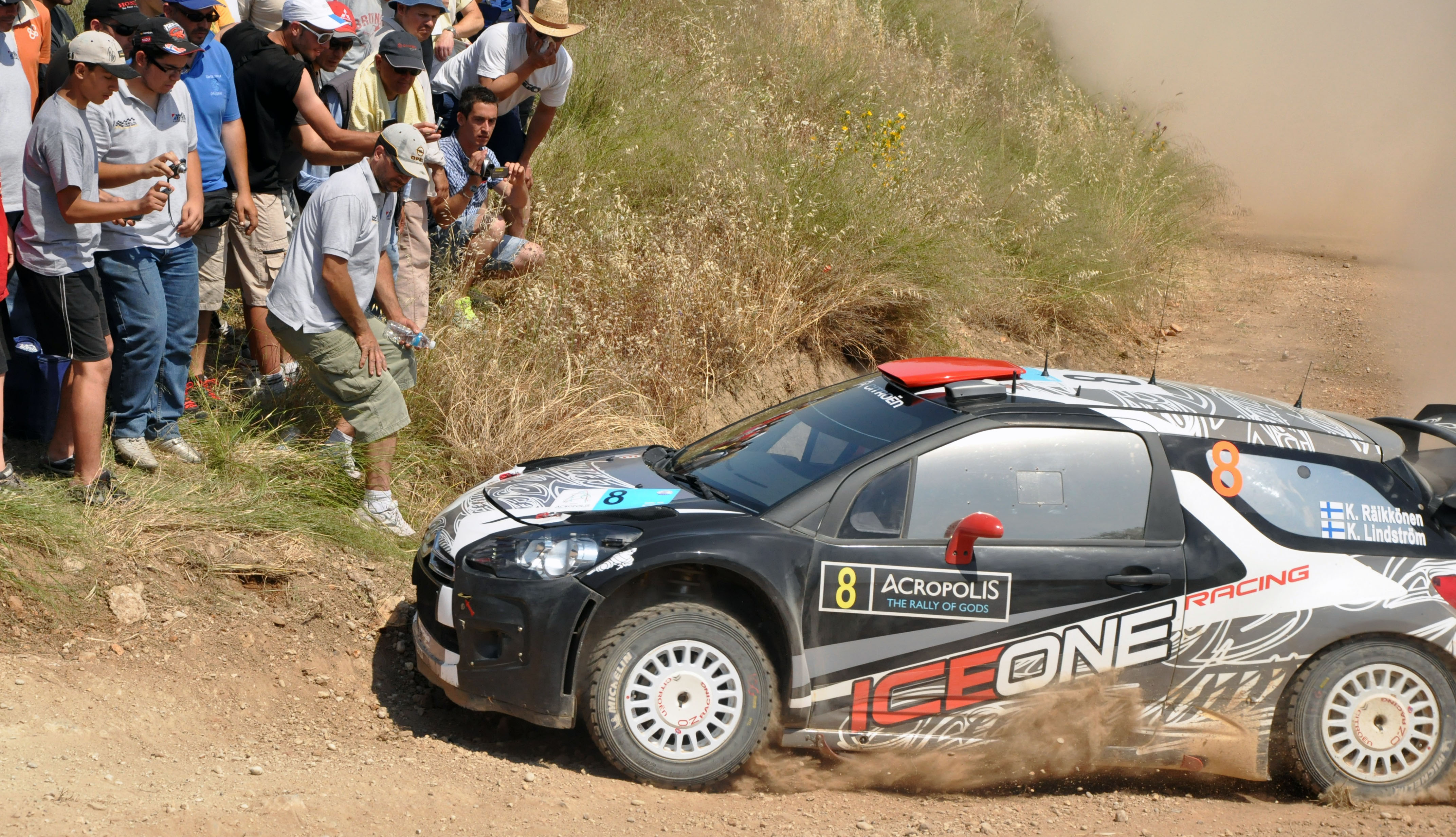
Räikkönen impegnato nel Rally dell'Acropoli 2011 al volante di una Citroën DS3 WRC

Dopo varie voci che lo davano una volta al Monster World Rally Team, un'altra alla Mini, un'altra al Citroën Junior Team e anche di un suo ritorno in Formula 1 con la Renault, Kimi Räikkönen spiazza tutti annunciando che correrà la stagione 2011 del WRC con il suo team, l'ICE 1 Racing, con una Citroën DS3 fornita dalla casa francese; il finlandese disputerà 10 dei 13 rally previsti.
Dal 10 al 13 febbraio 2011 partecipa al Rally di Svezia vinto da Mikko Hirvonen; Kimi si distingue in alcune SS e finisce il rally in 8ª posizione. Dal 24 al 27 marzo partecipa al Rally del Portogallo, terza tappa del WRC vinto da Sébastien Ogier, finendo il rally in settima posizione. Dal 14 al 16 aprile partecipa al Rally di Giordania vinto da Ogier. A causa di una foratura Kimi chiude il rally in 6ª posizione.

#### NASCAR
Il 29 marzo 2011 viene annunciata la sua partecipazione ad alcune gare NASCAR cominciando nella Camping World Truck Series, per poi passare alla Nationwide Series.
Il 2 aprile successivo viene annunciata la vettura con cui disputa tali gare, una Toyota del team Kyle Busch Motorsports sulla Charlotte Motor Speedway, nella Carolina del Nord, il 20 maggio 2011. Il finlandese, nonostante fosse alla sua prima gara, dalla 31ª posizione sulla griglia di partenza conclude la gara in 15ª posizione, conquistando 29 punti. Dopo l'incoraggiante debutto, il 28 maggio partecipa a una gara in Nationwide Series, la "serie B" della NASCAR, sempre a Charlotte; la sua seconda uscita in una gara NASCAR lo vede al volante di una Toyota Camry della NEMCO Motorsports, preparata dalla KBM e sponsorizzata Perky Jerky, gli stessi partner del suo debutto nella Truck Series. Partito 22º, termina la prova al 27º posto, dopo essere stato costretto a un drive-through per aver lasciato in anticipo la propria piazzola a seguito di un pit stop, e poi per via di una riparazione straordinaria al muso della sua Toyota. Con quella gara non totalizza punti per il campionato NASCAR Nationwide Series perché, per l'anno 2011, era già iscritto al campionato NASCAR Camping World Truck Series e il regolamento della NASCAR consente ai concorrenti di competere per il titolo piloti di un solo campionato all'anno.

### Il ritorno in Formula 1 (2012-2021)

#### Il ritorno con la Lotus e il record di piazzamenti a punti (2012-2013)

##### 2012
Dopo trattative anche con la Williams, il 29 novembre 2011 fu ufficializzato il suo ritorno in Formula 1 alla guida della Lotus. Räikkönen tornò alla guida di una Formula 1 il 24 gennaio 2012, in un test organizzato appositamente per lui dalla scuderia sul circuito di Valencia.

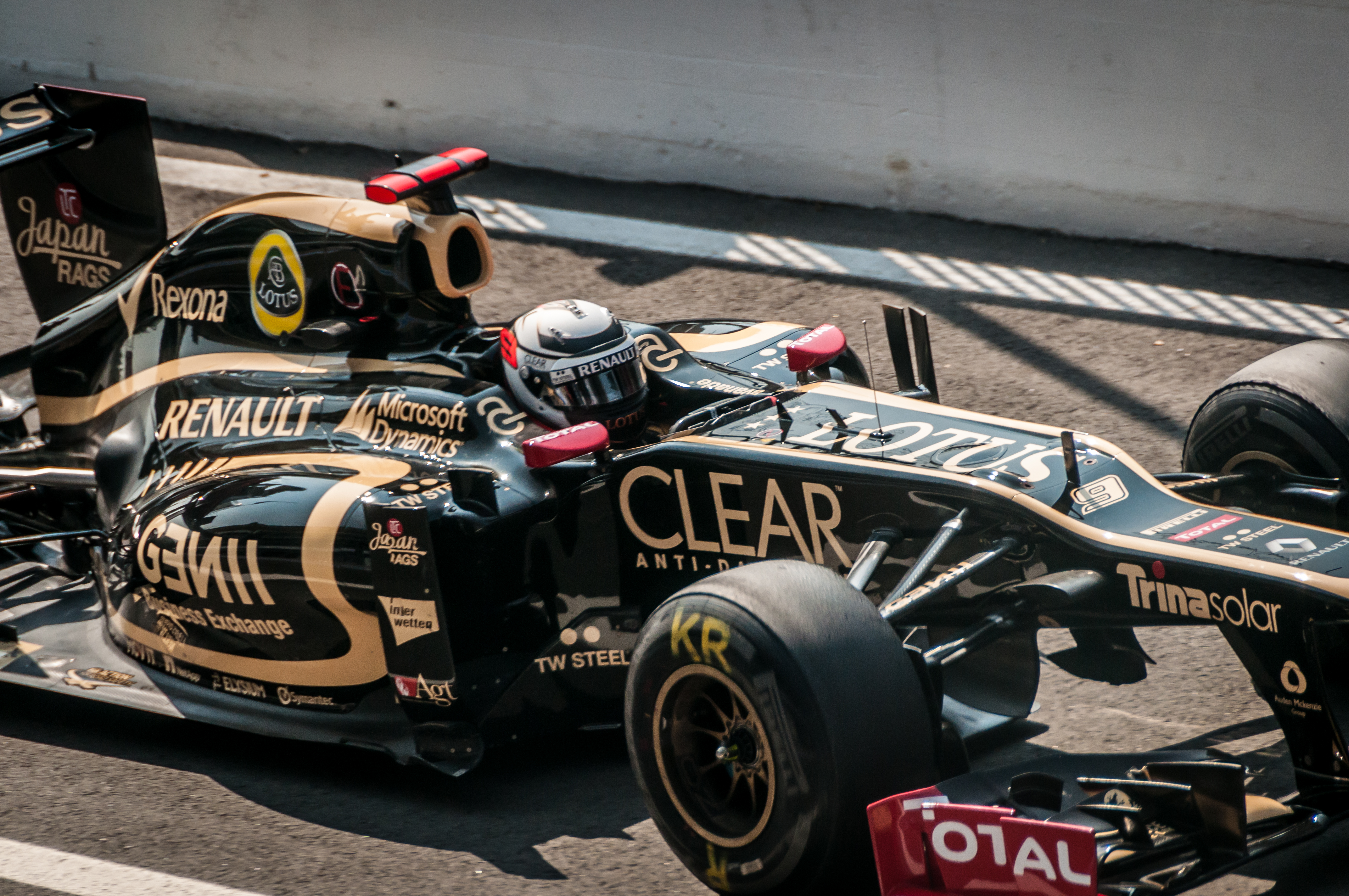
Räikkönen a bordo della Lotus E20 nella pit lane dell'Autodromo nazionale di Monza, durante il weekend del Gran Premio d'Italia

Il pilota finlandese non iniziò il campionato nella maniera migliore, venendo escluso dalla Q1 nell'inaugurale Gran Premio d'Australia e partendo quindi in diciassettesima posizione. In gara Räikkönen rimontò fino al settimo posto finale. Nel successivo Gran Premio della Malesia il pilota finlandese chiuse nuovamente a punti, tagliando il traguardo al quinto posto nonostante cinque posizioni di penalità sulla griglia di partenza per la sostituzione del cambio. Nel Gran Premio di Cina Räikkönen lottò per le posizioni di testa fino alle ultime tornate, quando passò dalla seconda alla quattordicesima posizione finale a causa di un improvviso calo nelle prestazioni degli pneumatici.
Nel successivo Gran Premio del Bahrein il pilota finlandese andò a podio per la prima volta dal suo ritorno in Formula 1, chiudendo la gara alle spalle di Sebastian Vettel dopo essere scattato dall'undicesima posizione. Dopo un altro podio nel Gran Premio di Spagna, a Monaco e in Canada Räikkönen fece segnare delle prestazioni piuttosto opache, pur chiudendo in zona punti in entrambe le occasioni.
Nelle cinque gare seguenti Räikkönen ottenne degli ottimi risultati, inserendosi nella lotta per il titolo mondiale. Dopo aver chiuso in seconda posizione il Gran Premio d'Europa e in quinta il Gran Premio di Gran Bretagna, il pilota finlandese conquistò infatti tre arrivi a podio consecutivi, con due terzi posti in Germania (approfittando di una penalità inflitta a Sebastian Vettel) e in Belgio e un secondo in Ungheria, che gli permisero di portarsi a 33 punti di distacco dal leader del mondiale Fernando Alonso.
Nel Gran Premio d'Italia il pilota finlandese chiuse la gara in quinta posizione, alle spalle delle Ferrari di Alonso e Felipe Massa. Nei successivi Gran Premi Räikkönen continuò ad andare a punti, non riuscendo però a confermarsi nelle posizioni di vertice e chiudendo in sesta posizione a Singapore e in Giappone e in quinta nel Gran Premio di Corea. Nonostante questi risultati non particolarmente brillanti il pilota finlandese risalì in terza posizione nella classifica generale, rimanendo matematicamente in lotta per il titolo mondiale.
Al Gran Premio di Abu Dhabi Räikkönen conquistò la prima vittoria dal Gran Premio del Belgio 2009, dominando la gara dopo il ritiro per problemi meccanici di Lewis Hamilton, fino a quel momento in prima posizione. La vittoria non fu, però, sufficiente a tenere aperte le speranze di conquistare il titolo mondiale, poiché i suoi principali rivali, Fernando Alonso e Sebastian Vettel, arrivarono subito alle sue spalle. Nelle ultime due gare della stagione Räikkönen non ottenne risultati particolarmente brillanti, chiudendo al sesto posto a Austin e addirittura decimo e doppiato nel conclusivo Gran Premio del Brasile. Tuttavia, il ritiro di Lewis Hamilton in quest'ultima occasione gli garantì il terzo posto nel mondiale, con 207 punti.

##### 2013

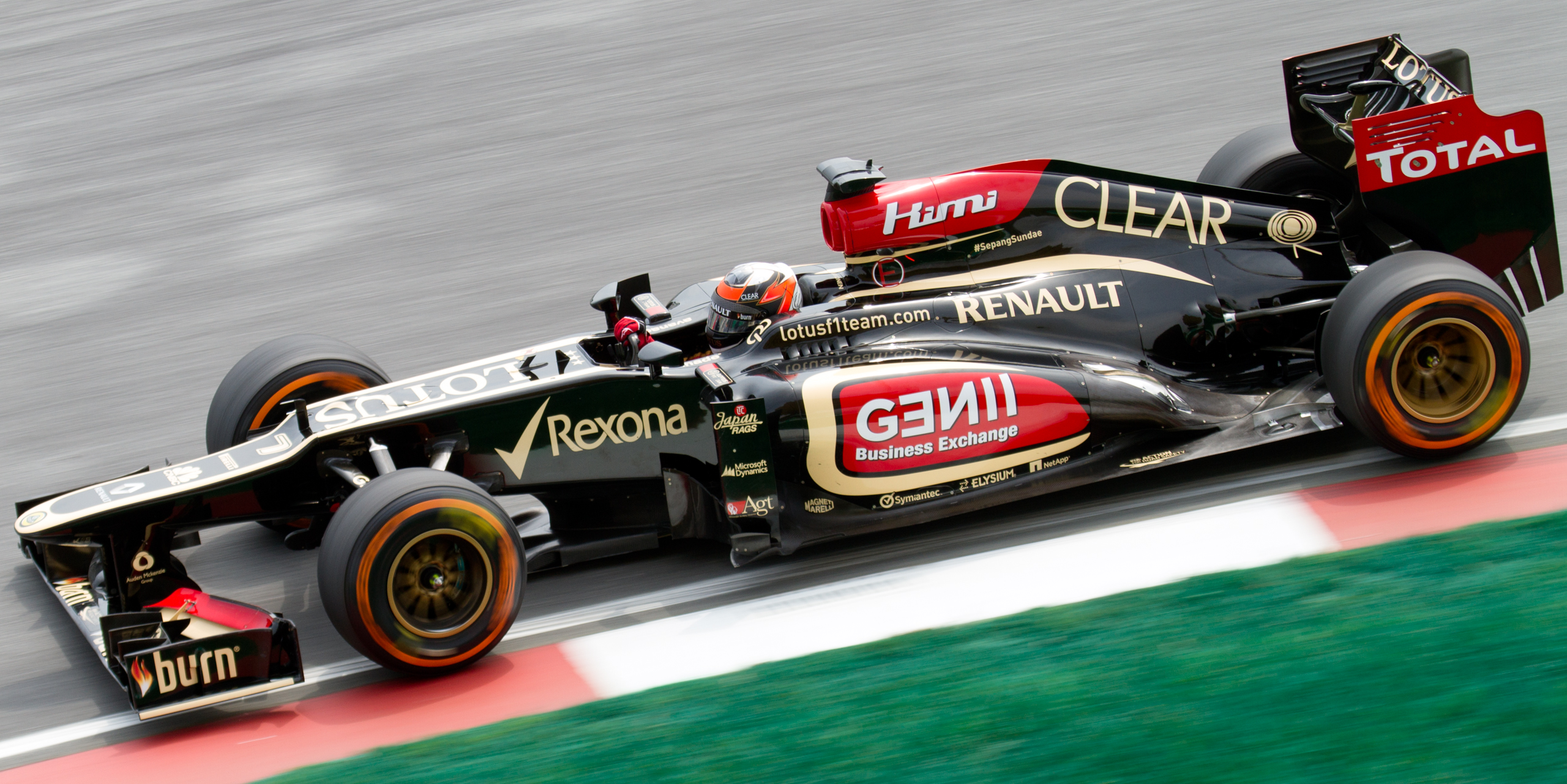
Kimi in Malesia

Rimasto alla Lotus, Räikkönen iniziò positivamente la stagione 2013, conquistando la vittoria e il giro veloce nella gara inaugurale in Australia, dopo essere scattato dalla settima posizione in griglia. Dopo essere giunto settimo in Malesia, conquista tre secondi posti consecutivi, rispettivamente nei Gran Premi di Cina, Bahrein e Spagna.
Nel Gran Premio di Monaco, mentre si trova al ridosso del podio, al 70º giro Pérez lo tampona, costringendo il finlandese ai box per sostituire una gomma forata; rientra in pista in sedicesima posizione, ma in pochi giri riesce a recuperare e a finire decimo: con questo risultato, porta a 23 le gare consecutive chiuse a punti, e a 40 quelle portate a termine. Al Gran Premio del Canada il finlandese, partito undicesimo in griglia, in gara viene anche doppiato, ma ciò nonostante riesce a concludere la corsa al nono posto, piazzamento che gli permette comunque di eguagliare il primato di Michael Schumacher.

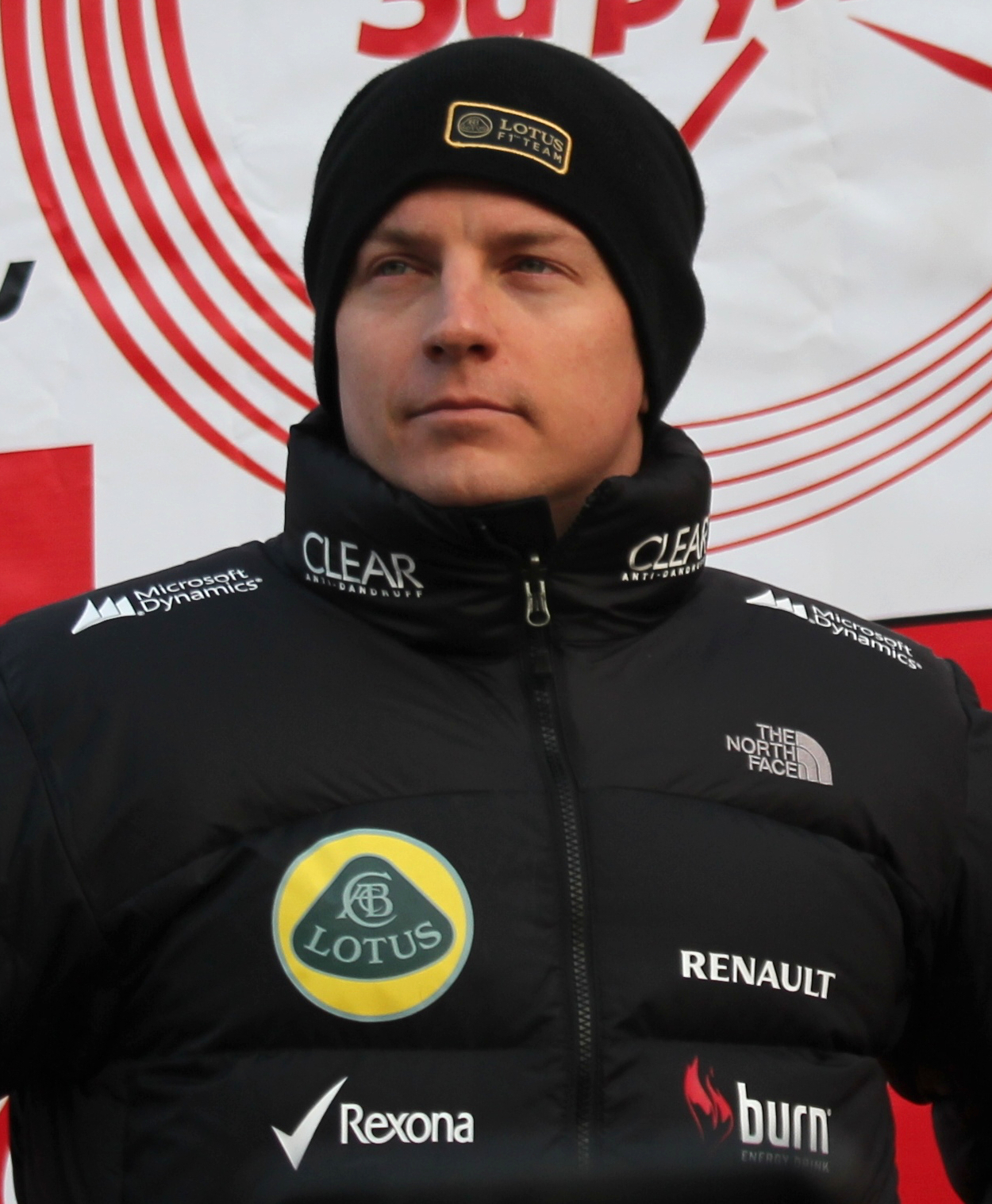
Räikkönen nel 2013 alla Lotus, durante un evento motoristico a Mosca.

Nel Gran Premio di Gran Bretagna Räikkönen parte in terza fila ma durante la corsa, sfruttando anche l'ingresso della safety car, riesce a scalare fino alla seconda posizione; il graduale degrado delle sue coperture, e il mancato ingresso ai box, fanno però sì che in una decina di giri venga superato in sequenza da Webber, Alonso e Hamilton, giungendo quinto al traguardo.
Dopo qualche gara non all'altezza delle aspettative, il finlandese si riscatta al Gran Premio di Germania, dove giunge secondo dopo essere partito quarto dalla griglia, e aver insidiato nel finale il capofila Vettel. Anche in Ungheria Räikkönen giunge alla piazza d'onore dietro a Hamilton, dopo essere partito sesto, aver fatto una sosta in meno degli altri, e aver a lungo battagliato con Vettel per la conquista del secondo gradino del podio; a causa d'un guasto ai freni anteriori, nel Circuito di Spa-Francorchamps, si interrompe a 27 gare la striscia consecutiva d'arrivi a punti del finlandese, nuovo record assoluto (superato da Hamilton nel 2018). Arrivano infine altri due podi per il finlandese, a Singapore dove parte tredicesimo e finisce terzo, e in Corea in cui si piazza secondo alla spalle di Vettel. Conclude la sua ultima stagione alla Lotus in anticipo, saltando le ultime due gare del campionato per un'operazione alla schiena, ma anche per una controversia con la scuderia inglese in merito al mancato pagamento dello stipendio.

#### Il ritorno in Ferrari (2014-2018)

##### 2014
L'11 settembre 2013 viene ufficializzato il ritorno di Räikkönen alla Scuderia Ferrari per le stagioni 2014 e 2015.

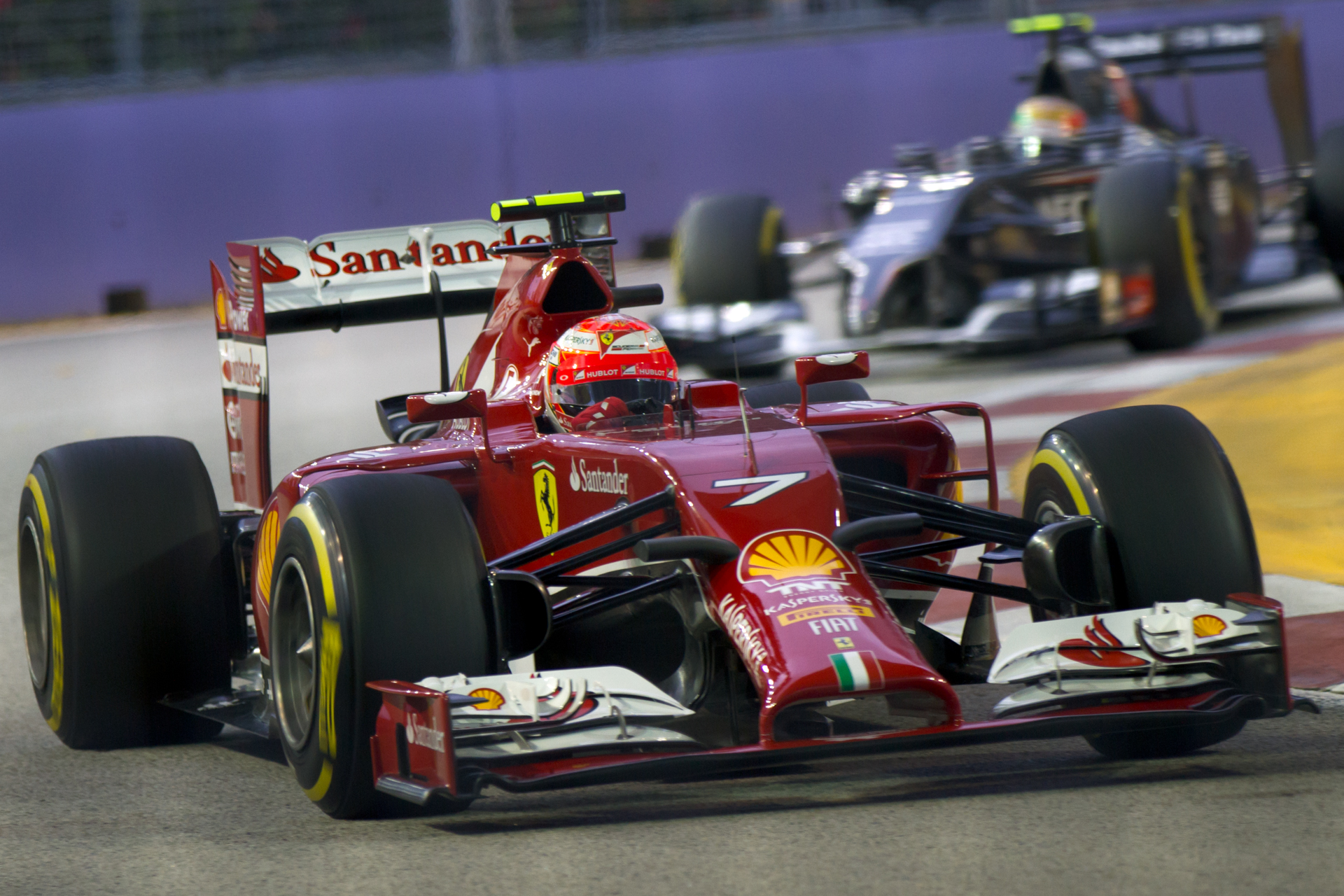
Räikkönen alla guida della Ferrari F14 T al Gran Premio di Singapore

Con il ritiro dalle corse di Mark Webber, nel 2014 Kimi diviene il pilota più anziano della griglia di partenza. L'inizio del campionato non è esaltante per il pilota finlandese: a causa anche di parecchi avvenimenti sfortunati (come a Monaco, dove viene colpito dalla Marussia di Max Chilton mentre era in lotta per il podio), Räikkönen conquista appena 19 punti nelle prime nove gare. In Ungheria sembra ritrovare il feeling con la vettura dopo che, partito dalla diciassettesima posizione in griglia per un errore di strategia del muretto Ferrari, il finlandese rimonta fino alla sesta posizione. Nella successiva prova di Spa-Francorchamps, partendo ottavo in qualifica, chiude al quarto posto la gara dopo aver lottato a lungo per il podio, venendo scavalcato dalla Williams del connazionale Bottas solo nei giri finali; per la prima volta in stagione Räikkönen riesce inoltre ad arrivare davanti al compagno di squadra Alonso.
Nella parte finale di stagione Räikkönen continua a faticare, non riuscendo a adattare l'assetto della vettura (in particolare dell'anteriore) al suo stile di guida. Il pilota finlandese riesce a cogliere qualche piazzamento a punti, chiudendo la stagione al dodicesimo posto in classifica generale con 55 punti.

##### 2015

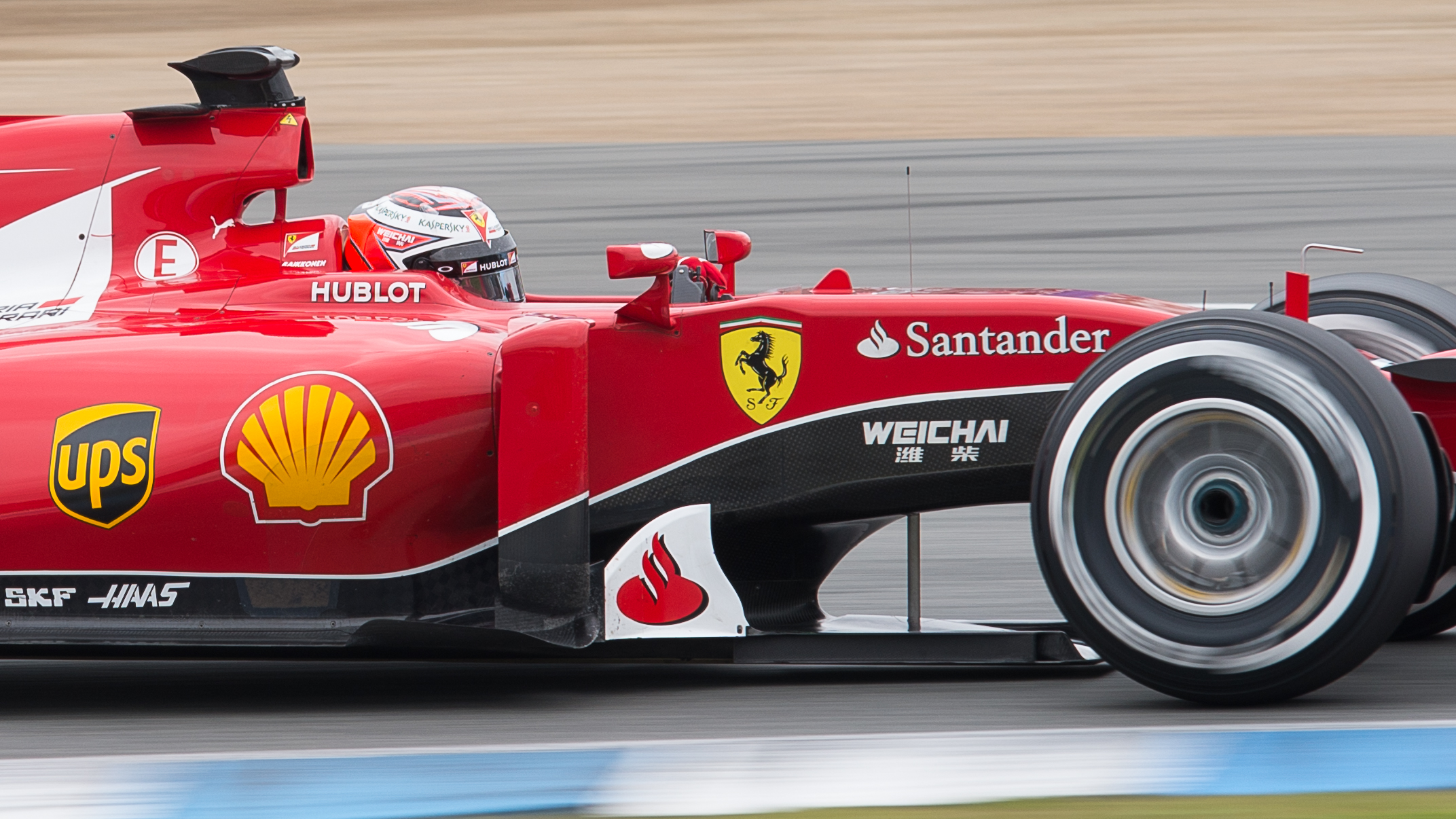
Räikkönen alla guida della Ferrari SF15-T nel corso dei test pre-stagionali in Catalogna

La stagione 2015 vede il finlandese trovare un nuovo compagno di box in Ferrari, il tedesco Sebastian Vettel. Nel gran premio d'apertura a Melbourne, Räikkönen è costretto al ritiro per un problema nel cambio gomme al pit-stop. Due settimane dopo, il finlandese si qualifica undicesimo, a causa di una serie di fattori negativi; il giorno dopo la sfortuna continua con una foratura causata da un contatto con Nasr, ma riesce a rimontare dal diciottesimo posto al quarto. In Cina bissa il quarto posto, dopo che la safety car gli impedisce di raggiungere Vettel. In Bahrein chiude 2º dietro Hamilton, tornando sul podio dopo 25 gare di assenza. Nelle due gare successive conquista un 5º e un 6º posto, rispettivamente in Spagna e a Monte Carlo. In Canada parte in seconda fila con il 3º tempo, subito dietro le due Mercedes. La prima fase di gara lo vede 3º, poi va in testacoda al tornantino e alla fine arriva 4º, dietro al connazionale Valtteri Bottas. In Austria si qualifica diciottesimo, anche a causa di un'incomprensione col team. In griglia parte 14º, in merito alle penalità delle Red Bull Racing e delle McLaren. A poche centinaia di metri dal via della corsa ha un contatto con Fernando Alonso, che causa il ritiro di entrambi i piloti. A Silverstone batte il compagno di squadra Vettel in qualifica per la seconda volta nella stagione, ma conclude la gara alle sue spalle in virtù di una strategia differente sul bagnato che lo relega all'ottava posizione finale. Nel Gran Premio d'Ungheria Räikkönen è costretto al ritiro per un problema al motore elettrico, dopo aver occupato la seconda posizione per gran parte della gara.
Il 20 agosto 2015, alla vigilia del Gran Premio del Belgio, la Ferrari annuncia di aver trovato con il finlandese un accordo sul prolungamento del contratto per la stagione seguente , ma arriva solo settimo per un problema in qualifica. Al Gran Premio d'Italia parte secondo ma a causa di un problema al cambio non riesce a partire subito e si ritrova ultimo, riuscendo a rimontare fino al 5º posto. Al successivo Gran Premio di Singapore torna sul podio, ottenendo un terzo posto, dopo aver ottenuto la stessa posizione in qualifica. In quell'occasione completa la festa della Ferrari con Sebastian Vettel, arrivato primo. In Giappone arriva quarto, consolidando la medesima posizione nel mondiale. In Russia dopo aver
battagliato a lungo per il podio conclude la gara in quinta posizione, ma viene penalizzato per un incidente con Bottas, che lo classifica solo ottavo. Nei 2 successivi appuntamenti Räikkönen colleziona 2 ritiri (negli Stati Uniti e in Messico), dove viene tamponato da Bottas; torna a punti nel Gran Premio del Brasile, dove chiude quarto. Conclude la stagione con un podio nel Gran Premio di Abu Dhabi dove chiude al terzo posto, battendo il compagno di squadra Sebastian Vettel.
Termina la stagione al quarto posto nel mondiale, con 150 punti. Nella stagione ha ottenuto tre podi (1 secondo e 2 terzi posti).

##### 2016

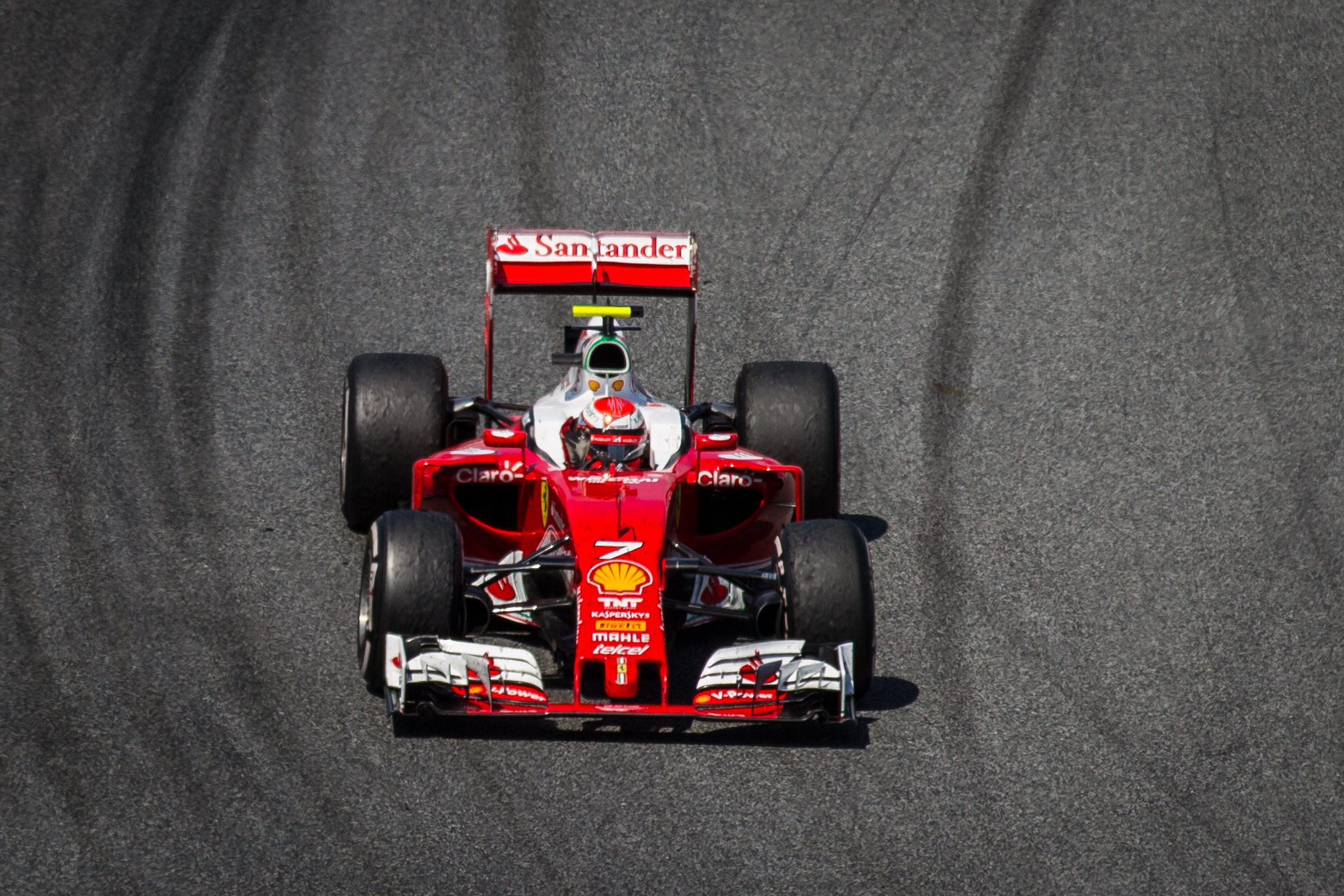
Räikkönen su Ferrari SF16-H nel Gran Premio di Spagna

Nel Gran Premio inaugurale della stagione, in Gran Premio d'Australia 2016, Räikkönen, virtualmente sul podio nella prima parte di gara, è costretto al ritiro per un problema meccanico. Torna sul podio in Gran Premio del Bahrein 2016, secondo. In Cina, partito in seconda fila, alla partenza viene speronato dal compagno di squadra Sebastian Vettel. Costretto a rimontare dal fondo conclude la gara in quinta posizione. In Russia, quarto appuntamento stagionale, Räikkönen riesce a conquistare il secondo podio stagionale, terminando la gara al terzo posto (dopo essere partito dalla medesima posizione) dietro le due Mercedes di Rosberg e Hamilton: si tratta del 700º podio nella storia della Ferrari. In Spagna, arriva 2º dietro al neopromosso in Red Bull Max Verstappen, dopo essere partito dalla quinta casella e dopo aver tallonato l'olandese per parecchi giri prima della bandiera a scacchi. Nelle due gare successive, a Monaco e in Canada, arrivano solo risultati deludenti per il finlandese: un ritiro nel Principato e un sesto posto in Canada, crollando in quinta posizione nel mondiale. Nel Gran Premio d'Europa, penalizzato da una strategia troppo aggressiva e una penalità arriva quarto, dopo essere scattato dalla medesima posizione, riprendendosi la stessa posizione in campionato. Ritrova il podio nel Gran Premio d'Austria, chiuso in terza posizione, alle spalle di Lewis Hamilton e Max Verstappen. Con questo risultato aggancia il compagno di squadra Sebastian Vettel al terzo posto nella classifica piloti, a 96 punti.
L'8 luglio 2016 viene ufficializzato che il suo rapporto con la Ferrari sarà rinnovato anche per la stagione 2017. Nel Gran Premio di Gran Bretagna arriva quinto cercando di limitare i danni, lontanissimo dalla zona podio, dopo un fine settimana difficilissimo sia per lui che per il compagno di scuderia Sebastian Vettel, che termina nono. Nel Gran Premio d'Ungheria arriva sesto, dopo essere scattato dalla quattordicesima piazza per un errore di strategia. A Budapest il finlandese conquista il 43º giro veloce in gara della carriera. In Germania ottiene la quinta posizione in qualifica: al via però il compagno di squadra Sebastian Vettel lo sopravanza e complice la scarsa competitività della Ferrari, Räikkönen chiude sesto, mai in lotta per il podio.
In Belgio, a Spa-Francorchamps, ottiene il terzo tempo in qualifica, alle spalle di Nico Rosberg e di Max Verstappen. Dopo la collisione con il compagno di squadra Sebastian Vettel e con Max Verstappen, il finlandese è costretto a una gara nelle retrovie, chiudendo comunque nono, scendendo al quarto posto in campionato. Nel Gran Premio d'Italia, dopo essere stato a lungo in terza posizione alle spalle del compagno di squadra Sebastian Vettel, entrambi vengono sopravanzati da Lewis Hamilton, che ha una strategia più conservativa: il finlandese chiude quindi quarto. Nel Gran Premio di Singapore, il finlandese, partito dalla quinta piazza, perde il podio causa il pit stop anticipato di Lewis Hamilton, terminando così quarto. Il medesimo risultato si ripete in Malesia, dove la Ferrari non si esprime ai livelli dell'edizione precedente. In Giappone ottiene il terzo tempo in qualifica, ma viene penalizzato di cinque posizioni in griglia per sostituzione del cambio, partendo così ottavo; disputa una buona gara, chiudendo quinto. Negli Stati Uniti, partito quinto, nel secondo pit-stop, la gomma posteriore sinistra non è ben fissata, costringendolo al ritiro. In Messico chiude sesto. In Brasile, dopo essere scattato dalla terza piazza, è costretto al ritiro dopo un incidente sul rettilineo principale. Ad Abu Dhabi, partito quarto, supera Daniel Ricciardo al via; dopo aver lottato per il podio nella prima metà di gara, viene penalizzato dalla strategia, chiudendo la stagione con un sesto posto, portando a 186 i punti conquistati durante l'anno, terminando sesto in classifica piloti.

##### 2017

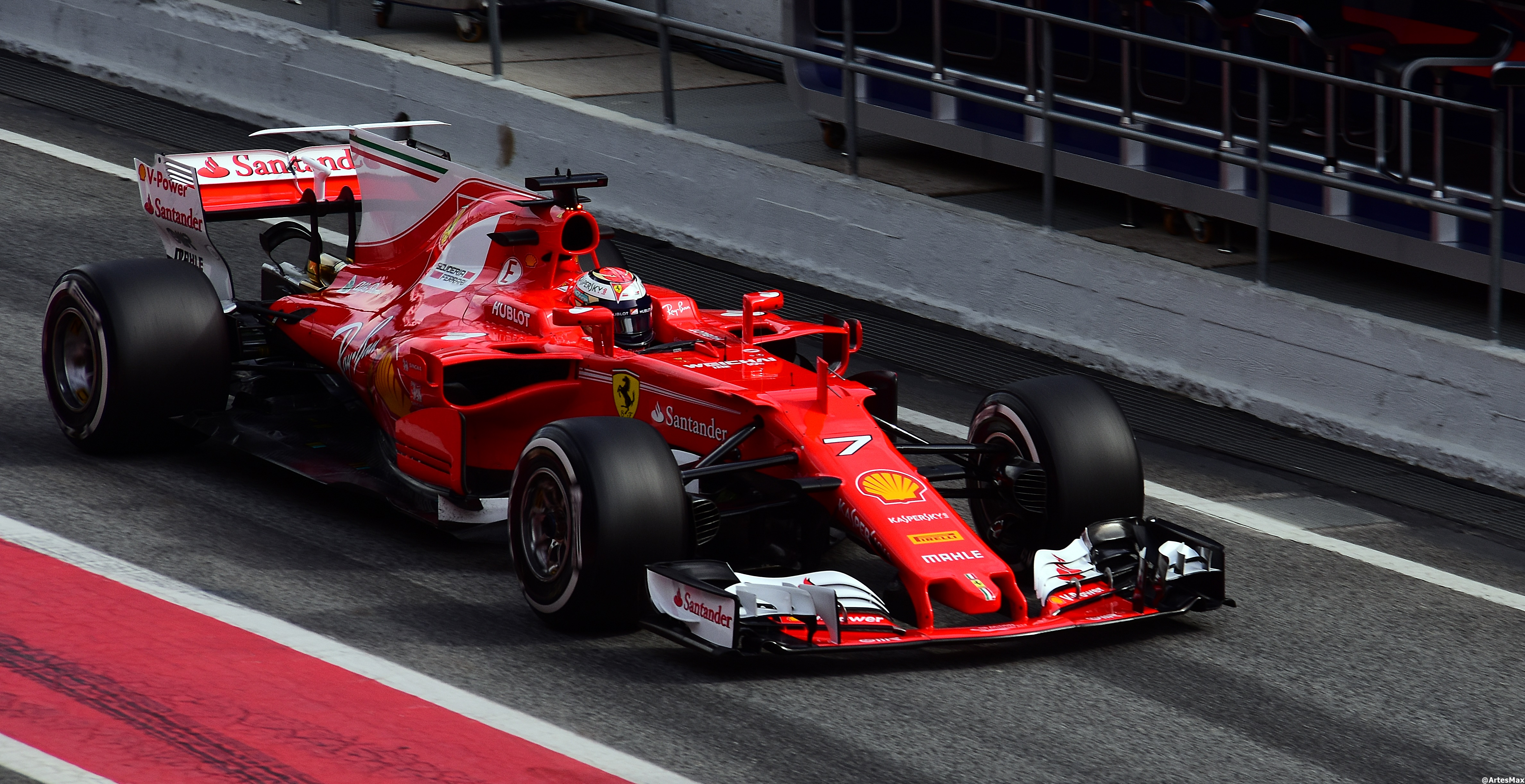
Räikkönen durante i test pre-stagionali del 2017 a Barcellona.

Nella prima gara stagionale, in Australia, Räikkönen chiude quarto, ovvero la stessa posizione in griglia di partenza, siglando il giro veloce. Nel Gran Premio di Cina 2017, secondo appuntamento mondiale, il ferrarista parte di nuovo dalla quarta posizione in griglia. Durante la gara, tuttavia, lamenta problemi al propulsore e taglia il traguardo in quinta posizione dopo aver subìto il sorpasso dal suo compagno di squadra e chiudendo la gara anche dietro alle due Red Bull Racing. In Bahrain si qualifica quinto e riesce a chiudere quarto in gara nonostante una brutta partenza (che lo fa scendere fino alla settima posizione) e un problema elettrico al motore. Ritorna sul podio in Russia, dopo un digiuno durato 15 gare, chiudendo in terza posizione dopo essere scattato dalla seconda casella dello schieramento e facendo segnare il giro più veloce della gara. In Spagna a causa di un contatto alla prima curva con Valtteri Bottas e Max Verstappen, si rompe lo sterzo della sua monoposto, costringendolo al ritiro dopo pochi secondi dal via.

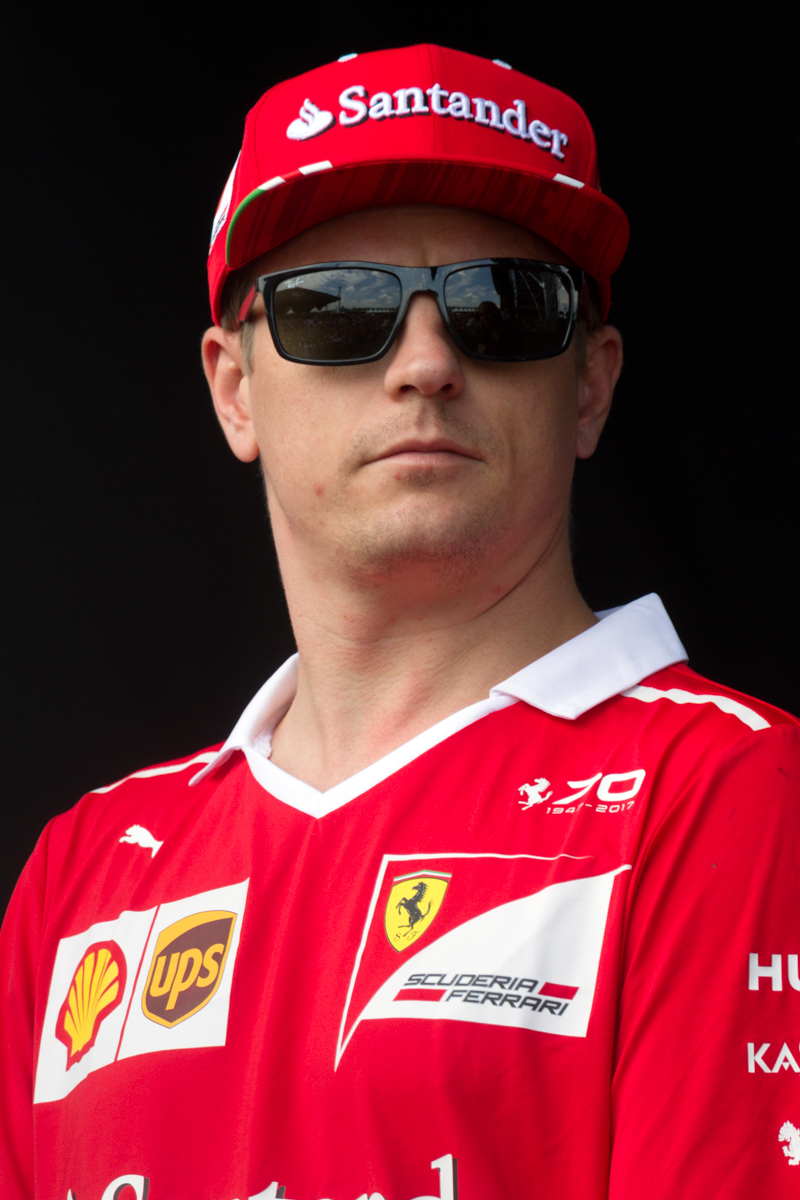
Räikkönen in Ferrari nel 2017.

A Monaco, dopo aver ben figurato nelle prove libere, guadagna la sua prima pole position stagionale (l'ultima risaliva al 2008) davanti al compagno Sebastian Vettel, compiendo anche il nuovo record del tracciato. In gara Räikkönen, primo per 33 giri, giunge secondo al traguardo dietro a Vettel che riporta la scuderia di Maranello alla vittoria a Monte Carlo, che mancava dal Gran Premio di Monaco 2001. In Canada dopo aver guidato la seconda sessione di libere termina la gara settimo dopo essere partito dalla quarta posizione e dopo aver percorso gli ultimi giri con seri problemi ai freni. Nella gara seguente in Azerbaigian si qualifica in terza posizione e al via, grazie a un grande spunto, sorpassa all'esterno Valtteri Bottas, che dopo aver saltato sul cordolo impatta contro di lui mandandolo a muro. Conclude la gara in quattordicesima posizione dopo essere stato nelle retrovie a causa dei pit-stop necessari alle riparazioni ed essere rientrato ultimo e doppiato dopo la bandiera rossa.
In Austria parte terzo e perde una posizione dopo un duello al via con Daniel Ricciardo; chiude la gara quinto. In Gran Bretagna si qualifica in seconda posizione alle spalle di un imprendibile Lewis Hamilton. Mantiene agevolmente la piazza d'onore, complice anche lo spettacolare duello tra Max Verstappen e Sebastian Vettel per il terzo posto. Rimane saldamente secondo per tutta la gara alle spalle del britannico, ma a due giri dalla fine, mentre Valtteri Bottas era a oltre 3 secondi dal connazionale, fora clamorosamente una gomma ed è costretto alla sosta. Viene sorpassato anche da Vettel, che a sua volta la fora il giro dopo. Il rocambolesco finale per le Ferrari lo vede comunque piazzarsi sul gradino più basso del podio, perdendo la seconda posizione mantenuta durante la corsa a vantaggio di Bottas. In Ungheria, ultima gara prima della pausa estiva, dopo aver disputato una buona sessione di libere con un ottimo passo gara, si qualifica alle spalle del compagno di squadra con un ritardo di 168 millesimi. In gara parte bene affiancando Vettel e mantiene la seconda posizione per tutta la gara, avvicinandosi più volte al tedesco, che da metà corsa in poi soffrirà problemi allo sterzo che tendeva verso sinistra (probabilmente a causa del servosterzo). Räikkönen conclude quindi secondo alle spalle del compagno di squadra; dietro di loro le due Mercedes di Bottas e Hamilton.
Il 22 agosto 2017, rinnova il suo contratto con la "Rossa" anche per la stagione 2018. In Belgio è autore di una buona sessione di libere e in gara scatta dalla quarta posizione. In regime di bandiere gialle non rallenta quando sul rettilineo del Kemmel è presente la vettura ritirata di Max Verstappen incorrendo in una penalità di 10 secondi di stop&go. È quindi costretto a rimontare le posizioni perse e dopo il contatto tra le due Force India con conseguente safety car, alla ripartenza sorpassa Bottas ma non riesce a raggiungere Ricciardo chiudendo la gara quarto. Nel Gran Premio d'Italia chiude solo settimo in qualifica, ma parte quinto grazie alla penalizzazione dei due alfieri Red Bull. In gara chiude nella stessa posizione, mai in lotta per le posizioni di vertice.

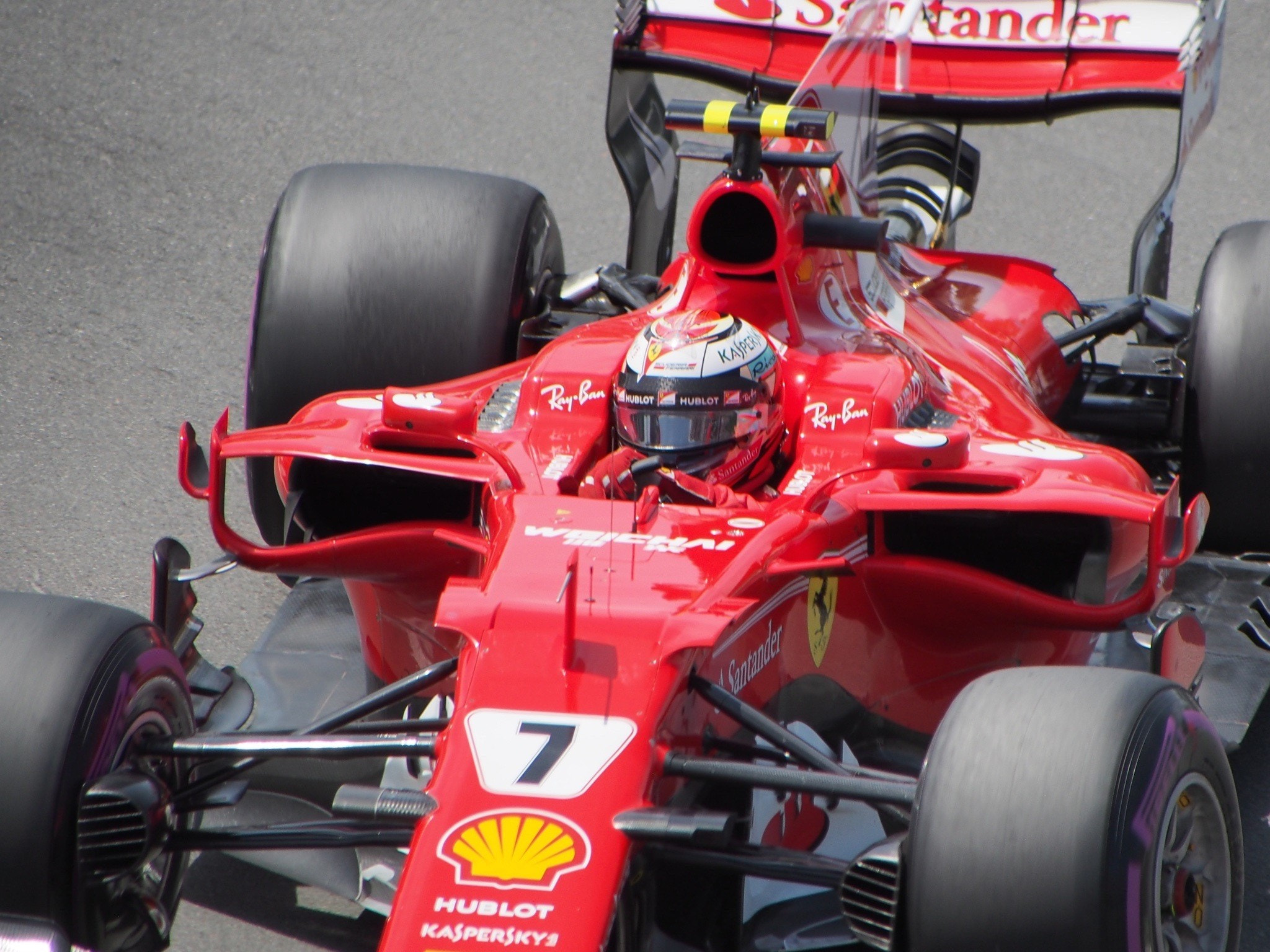
Räikkönen affronta il tornantino del Circuito di Montréal sulla sua SF70H.

A Singapore si qualifica quarto ma si ritira a pochi secondi dal via. Grazie a una buona partenza affianca e supera Verstappen, che lo tocca e lo manda contro Vettel, che nel frattempo stava chiudendo la traiettoria all'olandese. In Malesia non riesce a firmare la pole position per 45 millesimi in favore di Hamilton, e in gara, piazzato sulla griglia di partenza viene rilevato un problema sulla sua vettura; non riuscirà a partire neanche dalla pit-lane. Durante il weekend in Giappone parte decimo dopo aver sostituito il cambio ed è autore di una buona rimonta fino al quinto posto compiendo dodici sorpassi.
Negli Stati Uniti d'America si qualifica quinto; in partenza viene superato da Ocon, ma il finlandese riprende la posizione dopo qualche giro. Al giro 42 supera Verstappen e approfittando del pit-stop di Vettel, sale in seconda posizione, che manterrà fino a quando la cederà al compagno di squadra nei giri finali. Termina terzo dopo essere stato irregolarmente sorpassato da Verstappen alla fine dell'ultimo giro. Singolare è la situazione del post gara con il finlandese che si presenta nella stanza pre-podio mentre Verstappen viene invitato a uscire. In Messico si qualifica quinto ma è autore di una partenza che lo fa sprofondare a metà gruppo, ma con una serie di sorpassi, un buon passo e la virtual safety car, agguanta la terza posizione, che manterrà fino al traguardo. Per il finlandese si tratta del novantesimo podio in carriera. Nel Gran Premio del Brasile si qualifica terzo, alle spalle del compagno di squadra Sebastian Vettel e del suo connazionale Valtteri Bottas. Alla prima curva Vettel infila Bottas; anche Räikkönen cerca di insidiare Bottas, ma senza successo. Negli ultimi giri si deve difendere dal ritorno di Lewis Hamilton, che partito dalla pitlane, si ritrova a pochi decimi dal finlandese e a pochi secondi dal leader della corsa Sebastian Vettel; Räikkönen riesce a resistere e conquista il terzo podio consecutivo. Nel Gran Premio di Abu Dhabi si qualifica quinto, alle spalle di Ricciardo. In gara il pilota australiano si ritira per un problema idraulico, consentendogli di salire al quarto posto nella classifica dei piloti, dopo aver tenuto a bada Max Verstappen negli ultimi giri. Il finlandese conclude così il campionato al quarto posto con 205 punti in classifica iridata.

##### 2018

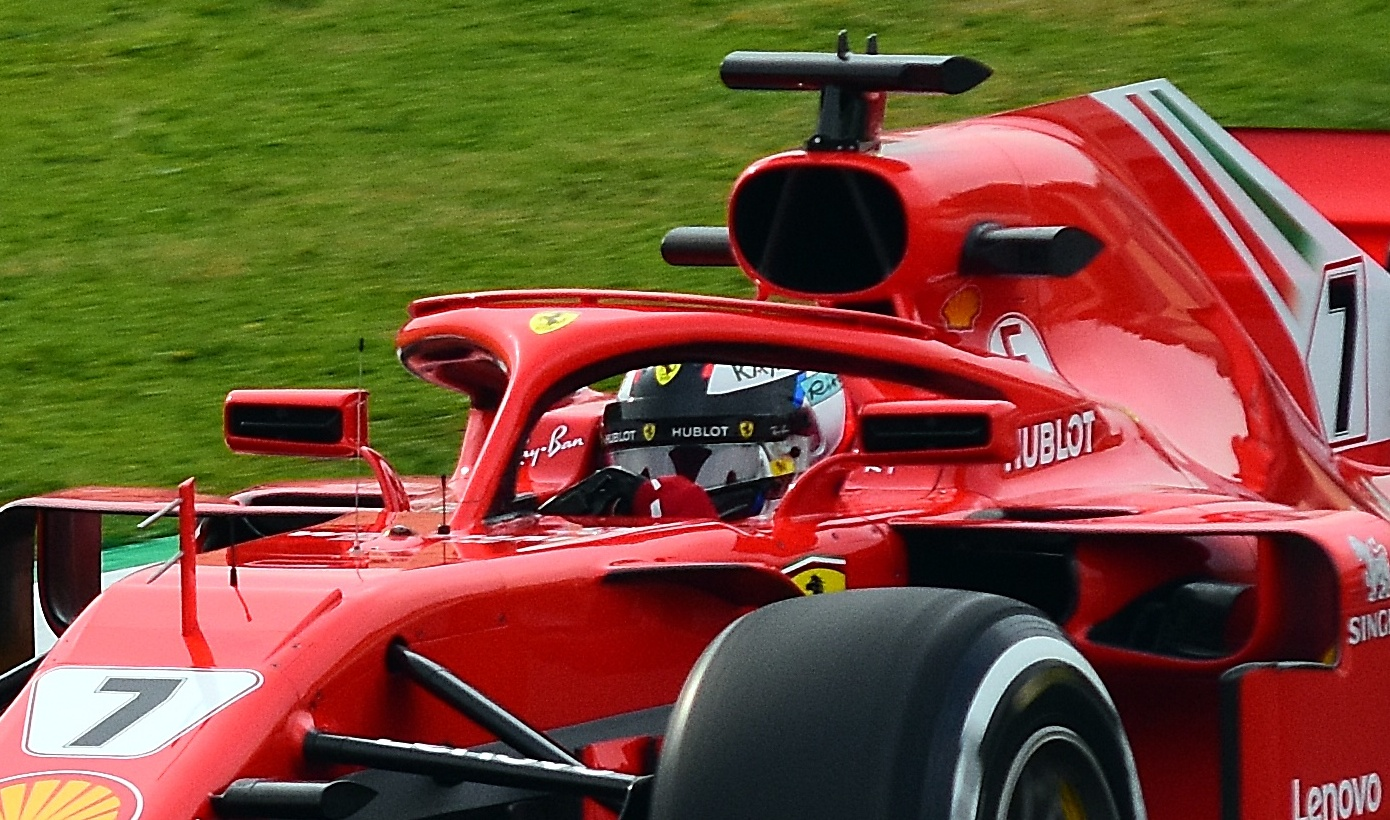
Il campione del mondo 2007 a bordo della Ferrari SF71H nei test pre-stagionali del 2018.

La stagione 2018 si apre bene e dopo una buona sessione di test la Ferrari viene seriamente insidiata dalla Red Bull come seconda forza del campionato visto che la Mercedes si riconferma punto di riferimento. Nel weekend di apertura della stagione, in Australia, Räikkönen si piazza secondo sulla griglia a più di mezzo secondo dal poleman e campione del mondo in carica Lewis Hamilton. In gara parte bene e nelle prime fasi è l'unico a reggere il passo del britannico fino al regime di virtual safety-car in cui entrambi vengono sopravanzati a sorpresa da Vettel che vincerà la gara. In Bahrein parte secondo completando una prima fila tutta Ferrari. In gara non parte bene a causa di un pattinamento e viene sopravanzato da Bottas. Durante la seconda sosta al giro 36 si ritira a causa di un inconveniente in cui viene coinvolto anche un meccanico.

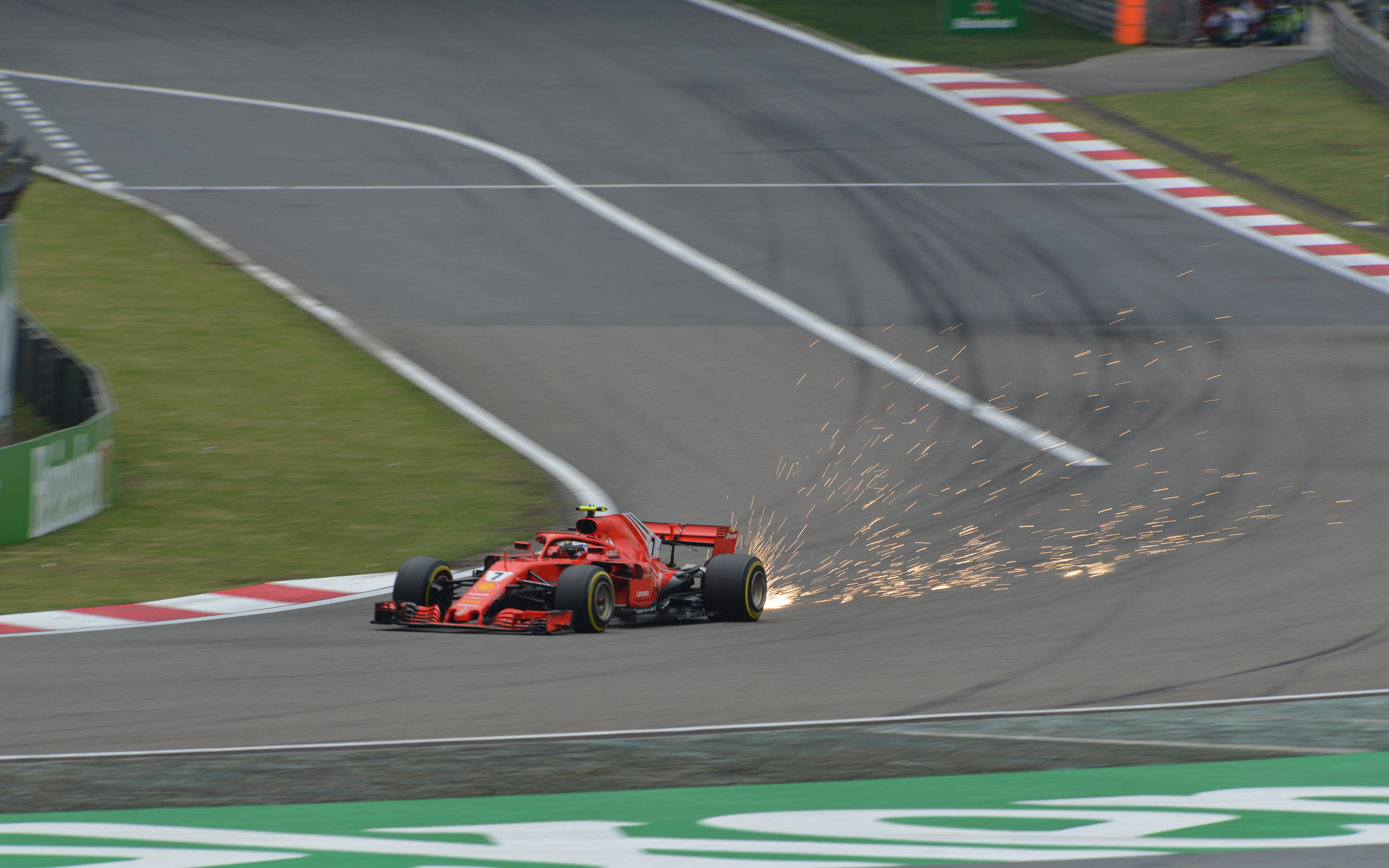
Il finlandese nelle qualifiche del Gran Premio di Cina 2018.

La settimana dopo, in Cina, parte di nuovo dalla seconda posizione e sempre dietro a Vettel che gli strappa la pole all'ultimo tentativo per soli 87 millesimi. In gara viene chiuso al via e perde la posizione su Bottas, dopo il pit-stop si ritrova ad avere una strategia non molto proficua. La situazione si ribalta dopo l'ingresso della safety-car che lo riporta in terza posizione a seguito del contatto tra Vettel e Verstappen. Negli ultimi giri prova a sopravanzare senza successo Bottas. Al termine della gara vede battuto il suo record assoluto di gran premi consecutivi a punti (27) a favore di Lewis Hamilton, che aveva ottenuto nella stagione 2013.A Baku due errori alla stessa curva in Q3 gli costano la pole e si piazza sesto in griglia. La gara inizia male ed è costretto alla sosta dopo il contatto con Ocon, rientra a metà gruppo fino alla seconda safety-car conseguente al contatto tra le due Red Bull. Alla ripartenza, al giro 47, si ha una gara sprint e Vettel cerca un sorpasso azzardato alla curva 1, ma sbaglia la frenata e viene sopravanzato anche da Hamilton e dallo stesso Räikkönen. Bottas che aveva stabilmente mantenuto la leadership fora clamorosamente una gomma il giro dopo ed è costretto al ritiro. La rocambolesca gara si chiude con la vittoria di Hamilton e con Räikkönen e Sergio Pérez a completare il podio. La stagione europea non si apre in modo fortunato. In Spagna, durante le prove libere, a causa di un problema è costretto alla sostituzione della power-unit. Si qualifica quarto ma un altro guasto al 25º giro lo costringe al ritiro. A Monaco parte dalla quarta posizione e la mantiene fino alla fine in una gara senza particolari colpi di scena. In Canada non va oltre la quinta posizione in griglia e chiude sesto dopo essere stato passato al via da Ricciardo.

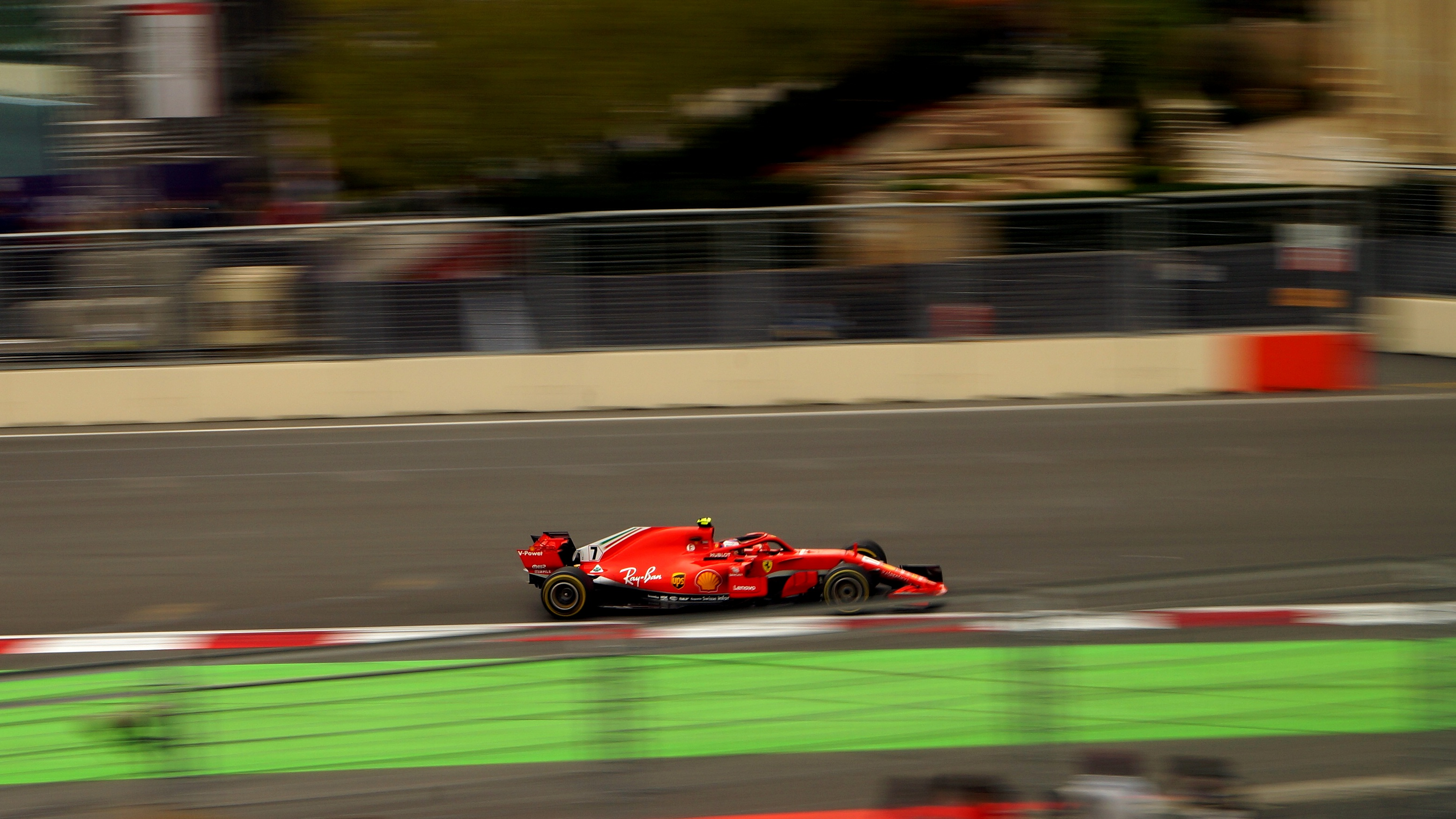
Räikkönen al Gran Premio dell'Azerbaigian del 2018.

Al Gran Premio di Francia, sul Circuito Paul Ricard, parte sesto. Alla prima curva, visti i contatti tra alcune vetture davanti a lui, perde qualche posizione. Durante la gara riesce a recuperare diverse posizioni, fino a quando, al giro 48, anche grazie a una strategia che avrebbe ripagato nell'ultima parte di gara, sorpassa Ricciardo e ottiene il podio concludendo al terzo posto. Al Gran Premio d'Austria, sul Red Bull Ring, si qualifica quarto dietro le Mercedes e il compagno di squadra, ma grazie alla penalizzazione di Vettel sale terzo in griglia. Al via parte bene e insidia le due Mercedes ma a causa di un leggero contatto con Verstappen viene sopravanzato da quest'ultimo e da Ricciardo. Dopo la virtual safety-car riesce a sorpassare Ricciardo e dopo il ritiro di Bottas è stabilmente in seconda posizione dietro Verstappen. Chiude alle spalle dell'olandese, siglando il giro più veloce, nonché nuovo record in gara del Red Bull Ring. In Gran Bretagna, partito terzo, si tocca con Hamilton, ricevendo una penalità di 10 secondi scontata al pit-stop. Dopo le safety-car, è impegnato in un acceso duello con Max Verstappen e Valtteri Bottas, che lo porterà al terzo posto finale. In Germania arriva terzo in una gara con condizioni meteo difficili che causano anche il ritiro del compagno di squadra. Nel week-end in Ungheria, l’ultimo prima della pausa estiva, Räikkönen si qualifica terzo e in gara nelle prime fasi perde una posizione. Per tutta la corsa si trova nella condizione di non poter bere (forse a causa di un guasto); nonostante ciò, al termine della gara, la sua strategia risulta essere azzeccata e riesce a guadagnare il terzo posto a pochi giri dalla fine. Per lui è il quinto podio consecutivo in stagione. A Spa, dopo la pausa estiva, si qualifica in sesta posizione in una sessione rocambolesca caratterizzata dalla pioggia nel Q3. Lo sfortunato weekend si conclude con un ritiro al nono giro, causato dai danni riportati dopo un contatto alla prima curva. Si ferma dunque la sua striscia di podi consecutivi. Al Gran Premio d'Italia riesce a conquistare la sua prima pole position stagionale, la 18ª in carriera, seguito dal compagno di squadra Sebastian Vettel e da Lewis Hamilton. Il tempo della pole, 1:19.119 (263,588 km/h di media), è il giro più veloce nella storia della F1 per quanto riguarda la media oraria ed è anche il nuovo record della pista di Monza: il precedente 1:19.525 ottenuto da Juan Pablo Montoya su Williams FW26 resisteva dalla stagione 2004. In gara parte bene e tiene la prima posizione su Hamilton; la sosta anticipata per evitare l'undercut però si rivela controproducente e alla fine della gara si ritrova ad accusare problemi di blistering alla posteriore sinistra. La tattica della Mercedes di sacrificare Bottas per rallentarlo gli fa accusare maggiormente il problema e a pochi giri dalla fine viene sorpassato dal campione del mondo in carica. Conclude la gara in seconda posizione conquistando il centesimo podio in carriera.

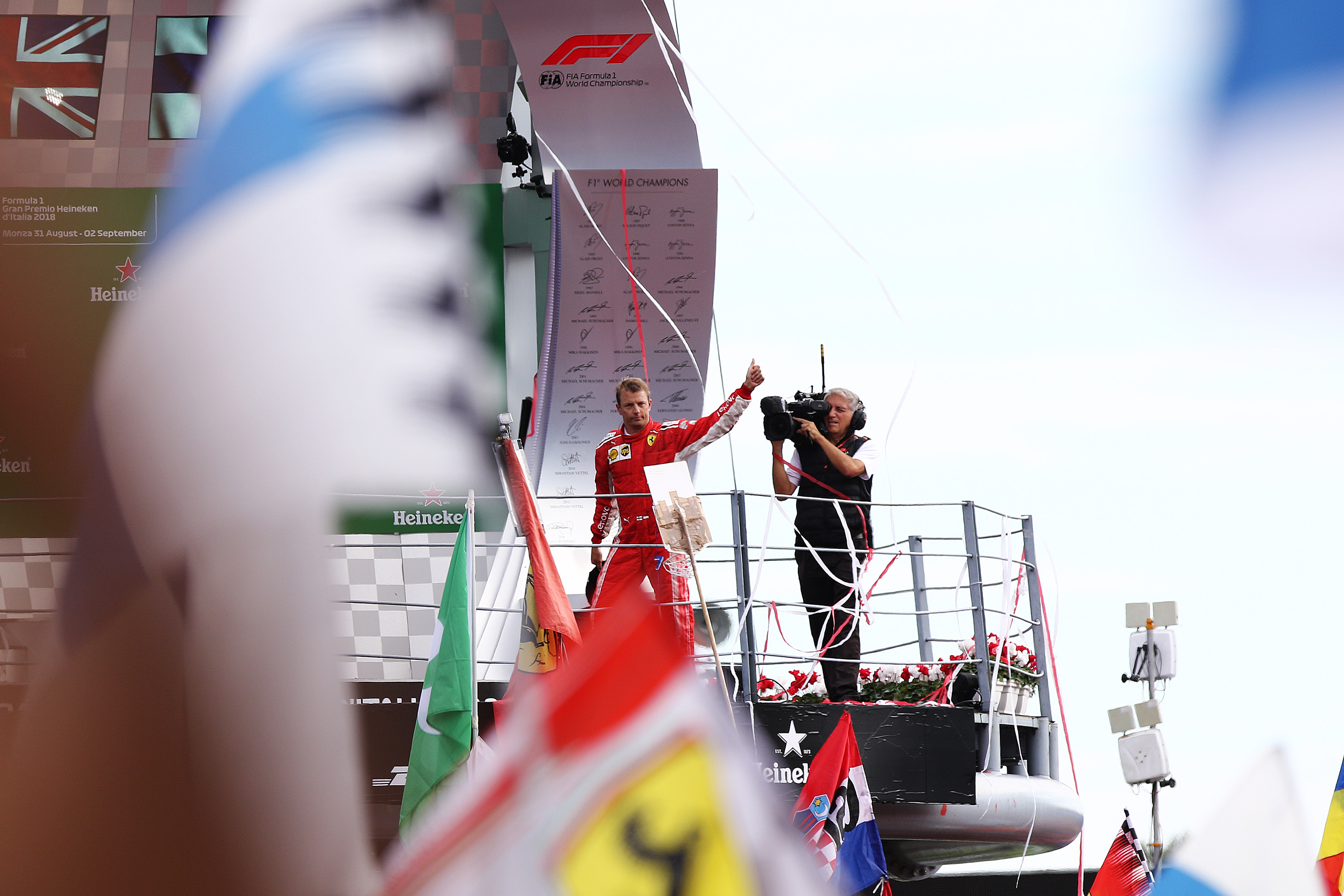
Räikkönen saluta i tifosi sul podio di Monza, dopo aver concluso la gara in seconda posizione.

L'11 settembre 2018 annuncia il suo passaggio alla Sauber, a partire dalla stagione 2019, anno in cui viene rinominata Alfa Romeo Racing. Lascia così la Scuderia Ferrari con cui ha corso per 8 stagioni.
A Singapore si qualifica quinto e in gara chiude nella medesima posizione. In Russia arriva quarto e in Giappone termina quinto. Nel Gran Premio degli Stati Uniti, dopo essere partito 2º, vince davanti a Max Verstappen e Lewis Hamilton. Si tratta del suo ritorno alla vittoria, dopo oltre cinque anni e 114 Gran Premi dall'ultimo successo. Sarà la sua ultima vittoria in carriera. In Brasile conquista la terza posizione dopo una buona gara. Nell'ultima gara del campionato, a Yas Marina, si ritira per un guasto tecnico ma riesce comunque a terminare il campionato in terza posizione con 251 punti, il suo miglior risultato dal ritorno in Ferrari.

#### Gli ultimi anni all'Alfa Romeo Racing e il secondo ritiro (2019-2021)

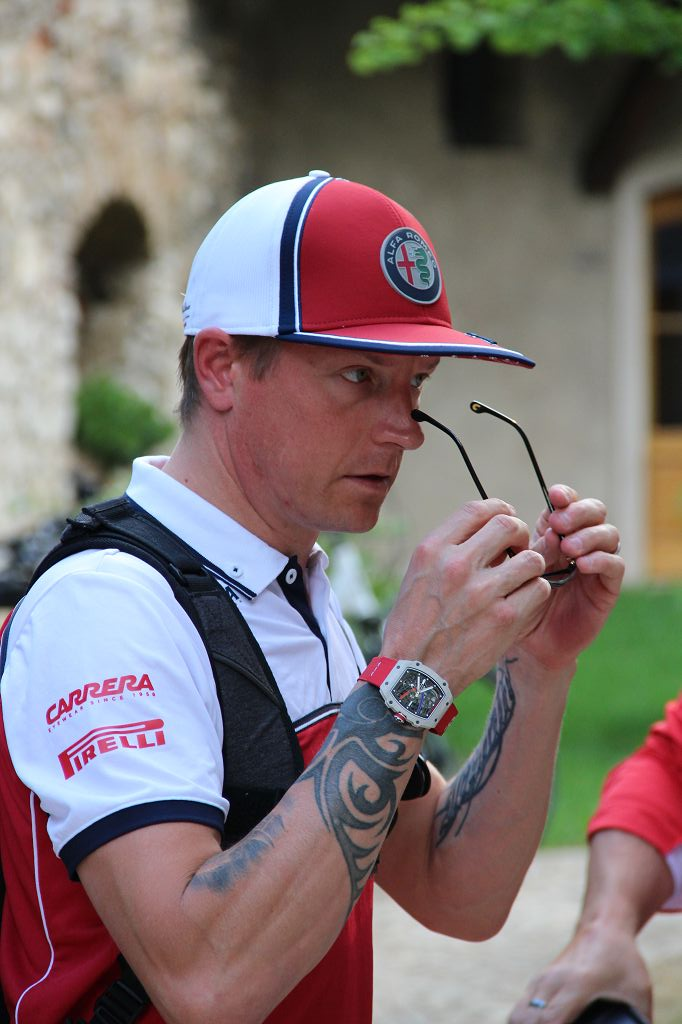
Räikkönen in Alfa Romeo Racing.

##### 2019

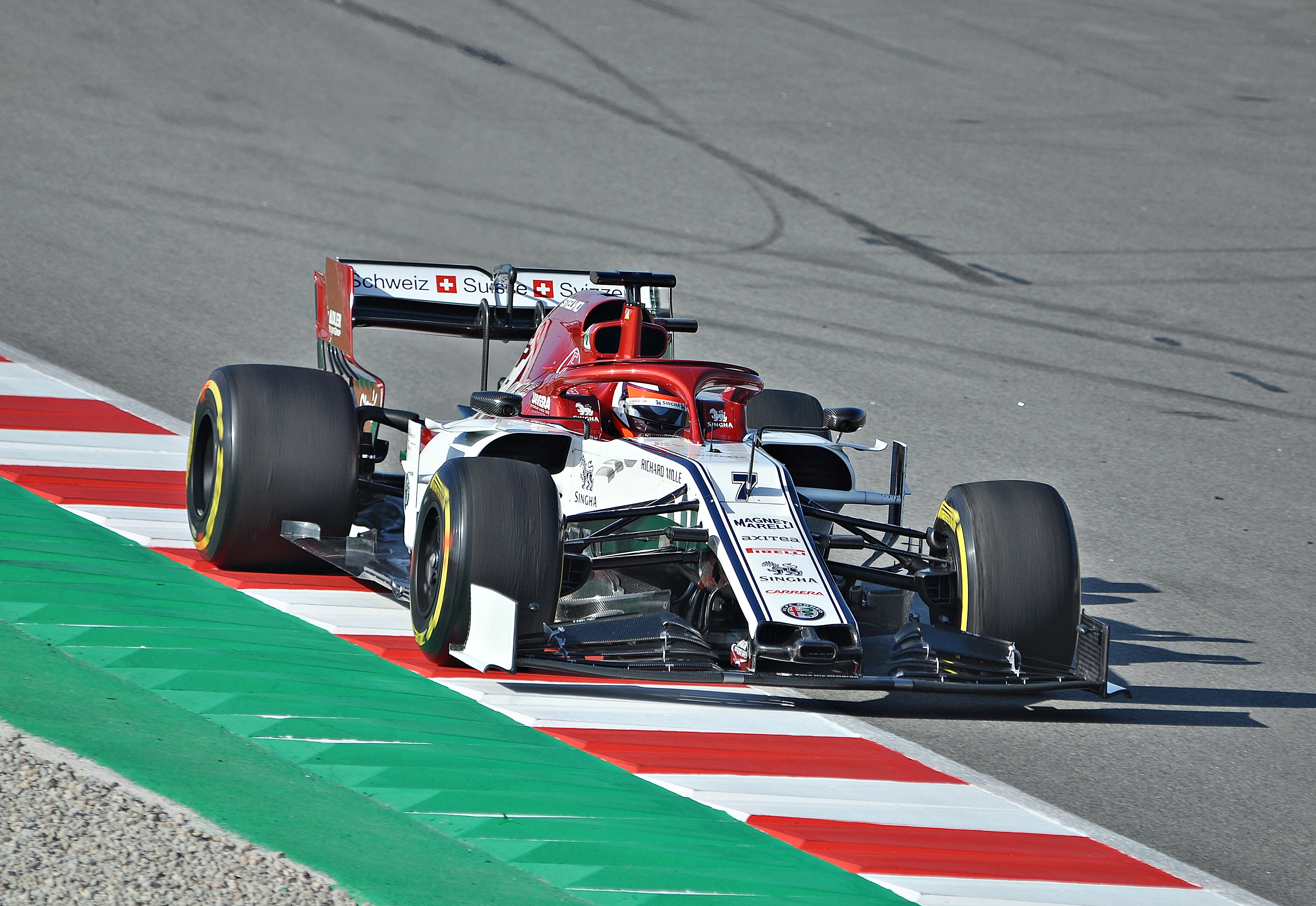
Räikkönen sulla Alfa Romeo C38 durante i test per-stagionali del 2019.

La stagione si apre con un buon ottavo posto in Australia seguito da altri due piazzamenti a punti. A Baku, dopo essere partito dalla pit-lane per essere stato estromesso dalle qualifiche a causa di una irregolarità tecnica, rimonta fino al decimo posto. A Monte Carlo festeggia la 300ª partecipazione a un Gran Premio di Formula 1. Dopo un'anonima gara a Montréal, chiusa fuori dai punti anche a causa della scarsa competitività della vettura, ottiene tre piazzamenti a punti consecutivi in Francia, Austria e Gran Bretagna. Nel caotico Gran Premio di Germania ottiene un buon settimo posto: tuttavia verrà penalizzato dai commissari a fine gara insieme al suo compagno di squadra Antonio Giovinazzi (giunto ottavo). La scuderia presenta comunque appello e una decisione è prevista per il 24 settembre che verrà poi rifiutato. Torna a punti in Ungheria. Dal Gran Premio del Belgio inizia una serie negativa fatta di piazzamenti anonimi e ritiri, anche a causa del crollo prestazionale della vettura. A Austin, negli Stati Uniti, ritrova competitività e termina a ridosso della zona punti. In Brasile, complice una gara caotica negli ultimi giri, riesce a ottenere un'ottima quarta piazza, miglior risultato stagionale. Termina la stagione al 12º posto nella classifica mondiale piloti con 43 punti conquistati.

##### 2020

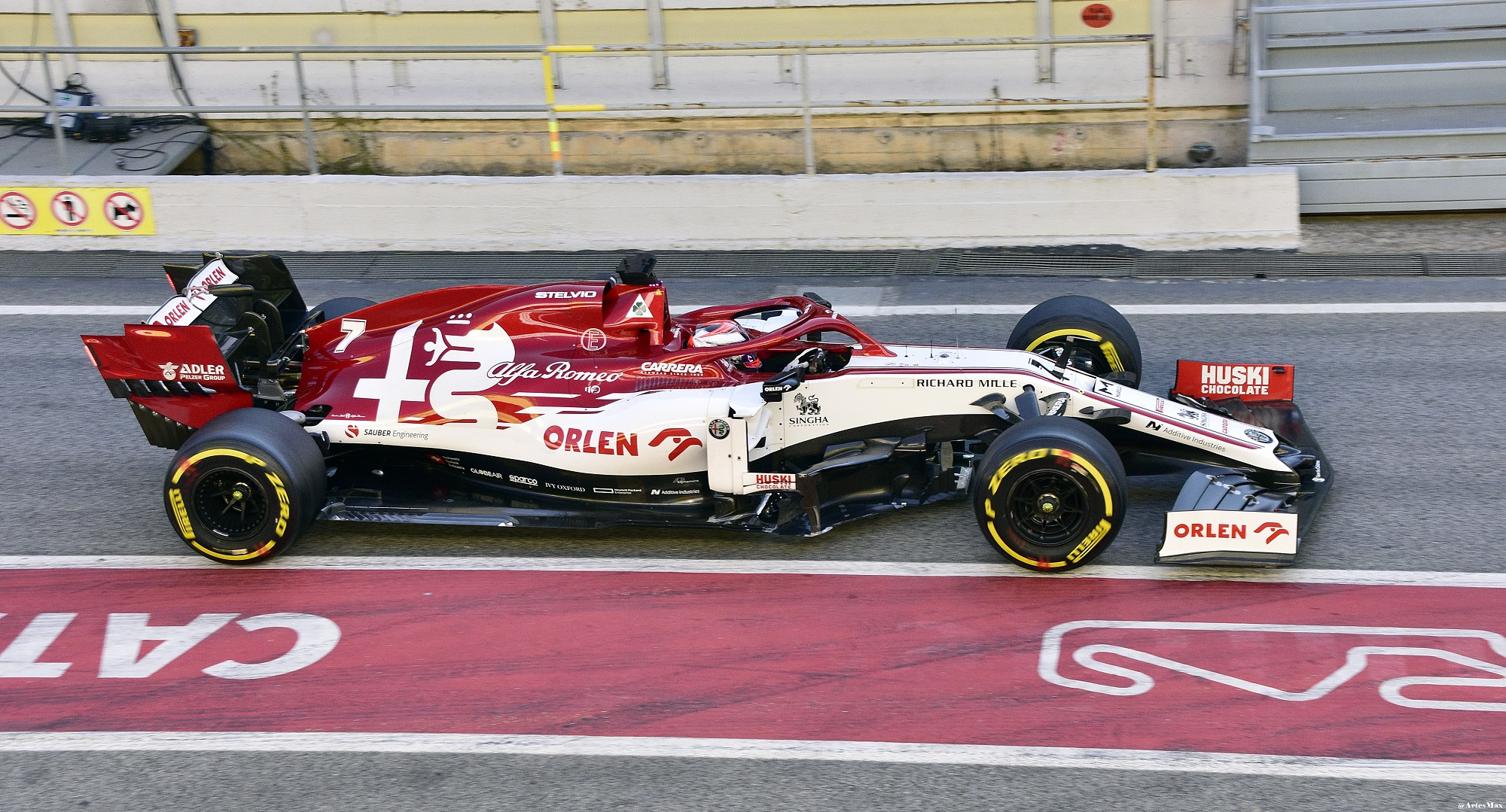
Räikkönen nella pit-lane del Circuito di Montmelò a bordo dell'Alfa Romeo C39 durante i test pre-stagionali del 2020.

L'inizio della stagione, slittato a luglio a causa della pandemia covid-19, si apre con il finlandese costretto al ritiro mentre il suo compagno di squadra porta i primi punti stagionali. Durante la stagione però la vettura si dimostra poco competitiva, e i due piloti sono in grado di mettersi in mostra solo in alcune gare condizionate da ritiri e safety car (Mugello e Imola). Nel Gran Premio dell'Eifel, Kimi disputa il suo 323º Gran Premio, battendo il record di presenze fino a quel momento appartenuto a Rubens Barrichello. Nel primo giro del Gran Premio del Portogallo Kimi sorpassa dieci vetture dopo essere partito sedicesimo, ma durante la gara perde terreno fino a uscire dalla zona punti, undicesimo. Nel finale di stagione viene confermato dalla squadra anche per il 2021 con al suo fianco Giovinazzi e termina il 2020 al 16º posto nella classifica piloti con 4 punti conquistati.

##### 2021

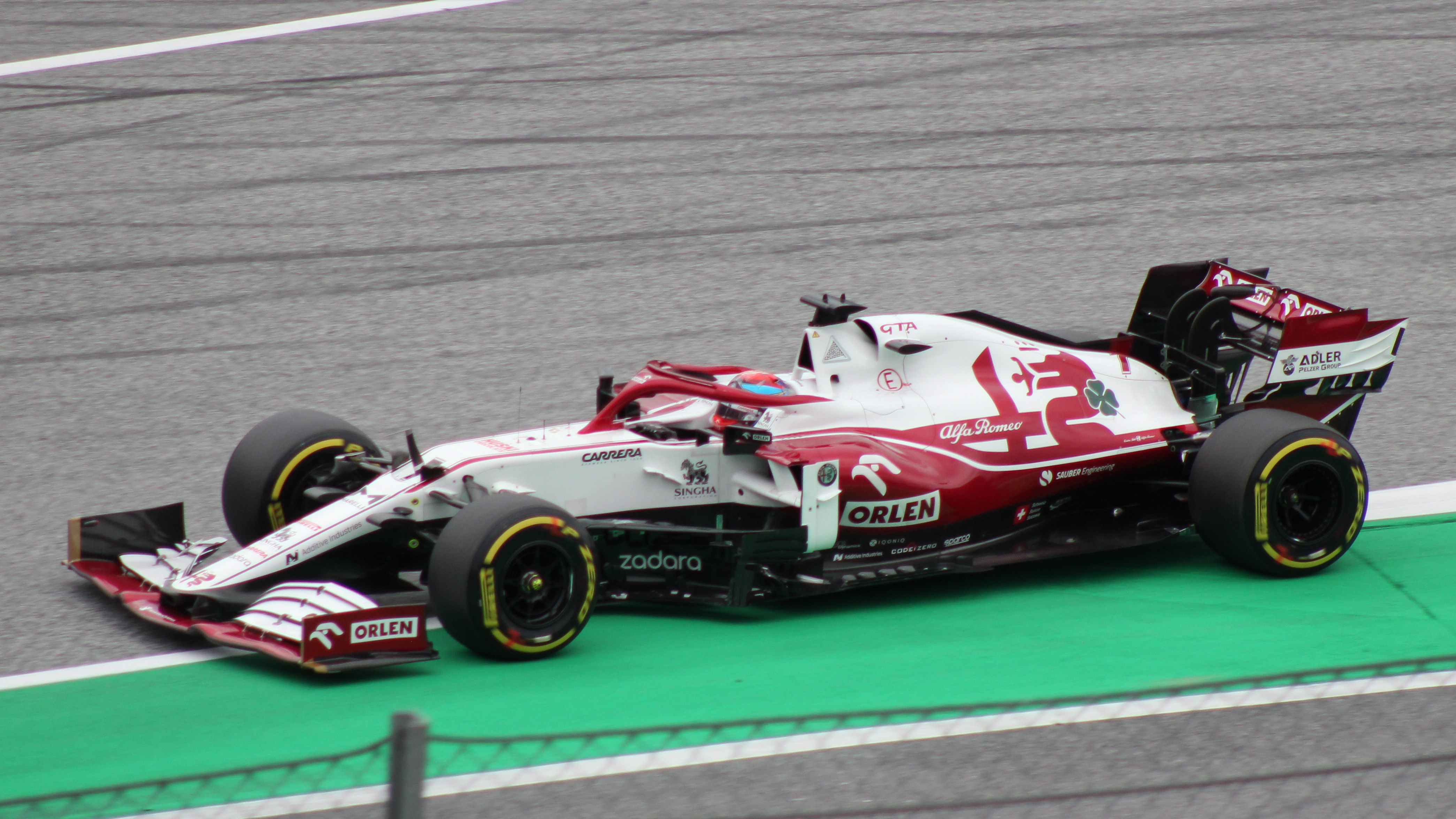
Räikkönen durante il Gran Premio d'Austria 2021.

La nuova Alfa Romeo C41 si dimostra subito più competitiva di quella della passata stagione, consentendo a Räikkönen di raggiungere l'undicesimo posto nel primo Gran Premio del Bahrein, e di finire a punti al nono posto al Gran Premio dell'Emilia-Romagna, dove però successivamente viene retrocesso al tredicesimo posto a seguito di una penalizzazione. A Portimao tampona il suo compagno di squadra ed è costretto al ritiro dopo poche curve, mentre in occasione del Gran Premio di Spagna una solida gara lo porta a ridosso della zona punti, in dodicesima posizione. Il primo risultato utile stagionale arriva nel Gran Premio dell'Azerbaigian, in cui il finlandese taglia il traguardo in decima posizione. Successivamente otterrà un altro punto in Ungheria, sempre arrivando decimo.
Il 1º settembre 2021, alla vigilia del Gran Premio d'Olanda, il pilota finlandese annuncia il suo ritiro definitivo dalla Formula 1. Nel corso del weekend olandese, Räikkönen risulta positivo al SARS-CoV-2 ed è costretto a saltare la corsa, venendo sostituito da Robert Kubica, il quale correrà in sua vece anche a Monza.
Raikkonen torna in pista, una volta guarito, nel Gran Premio di Russia in cui arriva ottavo, ottenendo il miglior piazzamento suo e dell'Alfa Romeo Racing dal Gran Premio del Brasile 2019. Nel Gran Premio di Turchia arriva dodicesimo, subito dietro al compagno di squadra. A Austin occupa la zona punti fino alle fasi finali della gara, quando un'innocua uscita di pista lo relega al 13º posto. In Messico, dopo essere partito per la prima volta nei primi 10 nel 2021, ottiene un buon ottavo posto, eguagliando il miglior piazzamento stagionale. Il 12 dicembre 2021 conclude la carriera durante il Gran Premio di Abu Dhabi, ritirandosi per un problema ai freni. L'ultima stagione in Formula 1 di Räikkönen lo vede chiudere in 16ª posizione con 10 punti. Inoltre conquista il terzo posto nella classifica del trofeo per i sorpassi effettuati nella stagione con 127 sorpassi, alle spalle di Sebastian Vettel che ha vinto il riconoscimento con 132 sorpassi effettuati e Fernando Alonso con 128 sorpassi. Conclude così la sua carriera in Formula 1, con 21 vittorie, 1873 punti totali e 352 Gran Premi disputati.

### Dopo la Formula 1

#### La nuova esperienza in NASCAR
Raikkonen lasciata la Formula 1 definitivamente, nel 2022 decide di correre la gara di Watkins Glen valida per il campionato NASCAR. Il pilota finlandese guiderà l’auto Project 91, terza auto del team Trackhouse. La sua gara terminerà al giro 44 a seguito di un incidente alla Inner Loop. Nel 2023 torna nella NASCAR Cup Series per il round del Circuito delle Americhe sempre con la Chevrolet Camaro numero 91 del team Trackhouse.

## Risultati

### Risultati in Formula 1
| 2001 | Scuderia | Vettura |   |     |     |     |   |   |    |   |    |   |   |     |   |    |   |     |     |  |  |  |  |  |  |  | Punti | Pos. |
| ---- | -------- | ------- | - | --- | --- | --- | - | - | -- | - | -- | - | - | --- | - | -- | - | --- | --- |  |  |  |  |  |  |  | ----- | ---- |
| 2001 | Sauber   | C20     | 6 | Rit | Rit | Rit | 8 | 4 | 10 | 4 | 10 | 7 | 5 | Rit | 7 | NP | 7 | Rit | Rit |  |  |  |  |  |  |  | 9     | 10º  |

| 2002 | Scuderia | Vettura |   |     |    |     |     |     |     |   |   |     |   |     |   |     |     |     |   |  |  |  |  |  |  |  | Punti | Pos. |
| ---- | -------- | ------- | - | --- | -- | --- | --- | --- | --- | - | - | --- | - | --- | - | --- | --- | --- | - |  |  |  |  |  |  |  | ----- | ---- |
| 2002 | McLaren  | MP4-17  | 3 | Rit | 12 | Rit | Rit | Rit | Rit | 4 | 3 | Rit | 2 | Rit | 4 | Rit | Rit | Rit | 3 |  |  |  |  |  |  |  | 24    | 6º   |

| 2003 | Scuderia | Vettura |   |   |   |   |     |   |   |   |     |   |   |     |   |   |   |   |  |  |  |  |  |  |  |  | Punti | Pos. |
| ---- | -------- | ------- | - | - | - | - | --- | - | - | - | --- | - | - | --- | - | - | - | - |  |  |  |  |  |  |  |  | ----- | ---- |
| 2003 | McLaren  | MP4-17D | 3 | 1 | 2 | 2 | Rit | 2 | 2 | 6 | Rit | 4 | 3 | Rit | 2 | 4 | 2 | 2 |  |  |  |  |  |  |  |  | 91    | 2º   |

| 2004 | Scuderia | Vettura |     |     |     |   |    |     |     |   |   |   |   |     |     |   |     |   |   |   |  |  |  |  |  |  | Punti | Pos. |
| ---- | -------- | ------- | --- | --- | --- | - | -- | --- | --- | - | - | - | - | --- | --- | - | --- | - | - | - |  |  |  |  |  |  | ----- | ---- |
| 2004 | McLaren  | MP4-19  | Rit | Rit | Rit | 8 | 11 | Rit | Rit | 5 | 6 | 7 | 2 | Rit | Rit | 1 | Rit | 3 | 6 | 2 |  |  |  |  |  |  | 45    | 7º   |

| 2005 | Scuderia | Vettura |   |   |   |     |   |   |    |   |    |   |   |     |   |   |   |   |   |   |   |  |  |  |  |  | Punti | Pos. |
| ---- | -------- | ------- | - | - | - | --- | - | - | -- | - | -- | - | - | --- | - | - | - | - | - | - | - |  |  |  |  |  | ----- | ---- |
| 2005 | McLaren  | MP4-20  | 8 | 9 | 3 | Rit | 1 | 1 | 11 | 1 | NP | 2 | 3 | Rit | 1 | 1 | 4 | 1 | 2 | 1 | 2 |  |  |  |  |  | 112   | 2º   |

| 2006 | Scuderia | Vettura |   |     |   |   |   |   |     |   |   |     |   |   |     |     |   |     |   |   |  |  |  |  |  |  | Punti | Pos. |
| ---- | -------- | ------- | - | --- | - | - | - | - | --- | - | - | --- | - | - | --- | --- | - | --- | - | - |  |  |  |  |  |  | ----- | ---- |
| 2006 | McLaren  | MP4-21  | 3 | Rit | 2 | 5 | 4 | 5 | Rit | 3 | 3 | Rit | 5 | 3 | Rit | Rit | 2 | Rit | 5 | 5 |  |  |  |  |  |  | 65    | 5º   |

| 2007 | Scuderia | Vettura |   |   |   |     |   |   |   |   |   |     |   |   |   |   |   |   |   |  |  |  |  |  |  |  | Punti | Pos. |
| ---- | -------- | ------- | - | - | - | --- | - | - | - | - | - | --- | - | - | - | - | - | - | - |  |  |  |  |  |  |  | ----- | ---- |
| 2007 | Ferrari  | F2007   | 1 | 3 | 3 | Rit | 8 | 5 | 4 | 1 | 1 | Rit | 2 | 2 | 3 | 1 | 3 | 1 | 1 |  |  |  |  |  |  |  | 110   | 1º   |

| 2008 | Scuderia | Vettura |   |   |   |   |   |   |     |   |   |   |   |     |    |   |    |   |   |   |  |  |  |  |  |  | Punti | Pos. |
| ---- | -------- | ------- | - | - | - | - | - | - | --- | - | - | - | - | --- | -- | - | -- | - | - | - |  |  |  |  |  |  | ----- | ---- |
| 2008 | Ferrari  | F2008   | 8 | 1 | 2 | 1 | 3 | 9 | Rit | 2 | 4 | 6 | 3 | Rit | 18 | 9 | 15 | 3 | 3 | 3 |  |  |  |  |  |  | 75    | 3º   |

| 2009 | Scuderia | Vettura |    |    |    |   |     |   |   |   |     |   |   |   |   |    |   |   |    |  |  |  |  |  |  |  | Punti | Pos. |
| ---- | -------- | ------- | -- | -- | -- | - | --- | - | - | - | --- | - | - | - | - | -- | - | - | -- |  |  |  |  |  |  |  | ----- | ---- |
| 2009 | Ferrari  | F60     | 15 | 14 | 10 | 6 | Rit | 3 | 9 | 8 | Rit | 2 | 3 | 1 | 3 | 10 | 4 | 6 | 12 |  |  |  |  |  |  |  | 48    | 6º   |

| 2012 | Scuderia | Vettura |   |   |    |   |   |   |   |   |   |   |   |   |   |   |   |   |   |   |   |    |  |  |  |  | Punti | Pos. |
| ---- | -------- | ------- | - | - | -- | - | - | - | - | - | - | - | - | - | - | - | - | - | - | - | - | -- |  |  |  |  | ----- | ---- |
| 2012 | Lotus    | E20     | 7 | 5 | 14 | 2 | 3 | 9 | 8 | 2 | 5 | 3 | 2 | 3 | 5 | 6 | 6 | 5 | 7 | 1 | 6 | 10 |  |  |  |  | 207   | 3º   |

| 2013 | Scuderia | Vettura |   |   |   |   |   |    |   |   |   |   |     |    |   |   |   |   |     |     |     |  |  |  |  |  | Punti | Pos. |
| ---- | -------- | ------- | - | - | - | - | - | -- | - | - | - | - | --- | -- | - | - | - | - | --- | --- | --- |  |  |  |  |  | ----- | ---- |
| 2013 | Lotus    | E21     | 1 | 7 | 2 | 2 | 2 | 10 | 9 | 5 | 2 | 2 | Rit | 11 | 3 | 2 | 5 | 7 | Rit | INF | INF |  |  |  |  |  | 183   | 5º   |

| 2014 | Scuderia | Vettura |   |    |    |   |   |    |    |    |     |    |   |   |   |   |    |   |    |   |    |  |  |  |  |  | Punti | Pos. |
| ---- | -------- | ------- | - | -- | -- | - | - | -- | -- | -- | --- | -- | - | - | - | - | -- | - | -- | - | -- |  |  |  |  |  | ----- | ---- |
| 2014 | Ferrari  | F14 T   | 7 | 12 | 10 | 8 | 7 | 12 | 10 | 10 | Rit | 11 | 6 | 4 | 9 | 8 | 12 | 9 | 13 | 7 | 10 |  |  |  |  |  | 55    | 12º  |

| 2015 | Scuderia | Vettura |     |   |   |   |   |   |   |     |   |     |   |   |   |   |   |     |     |   |   |  |  |  |  |  | Punti | Pos. |
| ---- | -------- | ------- | --- | - | - | - | - | - | - | --- | - | --- | - | - | - | - | - | --- | --- | - | - |  |  |  |  |  | ----- | ---- |
| 2015 | Ferrari  | SF15-T  | Rit | 4 | 4 | 2 | 5 | 6 | 4 | Rit | 8 | Rit | 7 | 5 | 3 | 4 | 8 | Rit | Rit | 4 | 3 |  |  |  |  |  | 150   | 4º   |

| 2016 | Scuderia | Vettura |     |   |   |   |   |     |   |   |   |   |   |   |   |   |   |   |   |     |   |     |   |  |  |  | Punti | Pos. |
| ---- | -------- | ------- | --- | - | - | - | - | --- | - | - | - | - | - | - | - | - | - | - | - | --- | - | --- | - |  |  |  | ----- | ---- |
| 2016 | Ferrari  | SF16-H  | Rit | 2 | 5 | 3 | 2 | Rit | 6 | 4 | 3 | 5 | 6 | 6 | 9 | 4 | 4 | 4 | 5 | Rit | 6 | Rit | 6 |  |  |  | 186   | 6º   |

| 2017 | Scuderia | Vettura |   |   |   |   |     |   |   |    |   |   |   |   |   |     |    |   |   |   |   |   |  |  |  |  | Punti | Pos. |
| ---- | -------- | ------- | - | - | - | - | --- | - | - | -- | - | - | - | - | - | --- | -- | - | - | - | - | - |  |  |  |  | ----- | ---- |
| 2017 | Ferrari  | SF70H   | 4 | 5 | 4 | 3 | Rit | 2 | 7 | 14 | 5 | 3 | 2 | 4 | 5 | Rit | NP | 5 | 3 | 3 | 3 | 4 |  |  |  |  | 205   | 4º   |

| 2018 | Scuderia | Vettura |   |     |   |   |     |   |   |   |   |   |   |   |     |   |   |   |   |   |   |   |     |  |  |  | Punti | Pos. |
| ---- | -------- | ------- | - | --- | - | - | --- | - | - | - | - | - | - | - | --- | - | - | - | - | - | - | - | --- |  |  |  | ----- | ---- |
| 2018 | Ferrari  | SF71H   | 3 | Rit | 3 | 2 | Rit | 4 | 6 | 3 | 2 | 3 | 3 | 3 | Rit | 2 | 5 | 4 | 5 | 1 | 3 | 3 | Rit |  |  |  | 251   | 3º   |

| 2019 | Scuderia          | Vettura |   |   |   |    |    |    |    |   |   |   |    |   |    |    |     |    |    |     |    |   |    |  |  |  | Punti | Pos. |
| ---- | ----------------- | ------- | - | - | - | -- | -- | -- | -- | - | - | - | -- | - | -- | -- | --- | -- | -- | --- | -- | - | -- |  |  |  | ----- | ---- |
| 2019 | Alfa Romeo Racing | C38     | 8 | 7 | 9 | 10 | 14 | 17 | 15 | 7 | 9 | 8 | 12 | 7 | 16 | 15 | Rit | 13 | 12 | Rit | 11 | 4 | 13 |  |  |  | 43    | 12º  |

| 2020 | Scuderia          | Vettura |     |    |    |    |    |    |    |    |   |    |    |    |   |    |    |    |    |  |  |  |  |  |  |  | Punti | Pos. |
| ---- | ----------------- | ------- | --- | -- | -- | -- | -- | -- | -- | -- | - | -- | -- | -- | - | -- | -- | -- | -- |  |  |  |  |  |  |  | ----- | ---- |
| 2020 | Alfa Romeo Racing | C39     | Rit | 11 | 15 | 17 | 15 | 14 | 12 | 13 | 9 | 14 | 12 | 11 | 9 | 15 | 15 | 14 | 12 |  |  |  |  |  |  |  | 4     | 16º  |

| 2021 | Scuderia          | Vettura |    |    |     |    |    |    |    |    |    |    |    |    |    |     |   |    |    |   |    |    |    |     |  |  | Punti | Pos. |
| ---- | ----------------- | ------- | -- | -- | --- | -- | -- | -- | -- | -- | -- | -- | -- | -- | -- | --- | - | -- | -- | - | -- | -- | -- | --- |  |  | ----- | ---- |
| 2021 | Alfa Romeo Racing | C41     | 11 | 13 | Rit | 12 | 11 | 10 | 17 | 11 | 15 | 15 | 10 | 18 | SP | INF | 8 | 12 | 13 | 8 | 12 | 14 | 15 | Rit |  |  | 10    | 16º  |

| Legenda | 1º posto     | 2º posto | 3º posto    | A punti         | Senza punti/Non class.  | Grassetto – Pole position Corsivo – Giro più veloce Apice – Risultato Qualifica Sprint (A punti) |
| Legenda | Squalificato | Ritirato | Non partito | Non qualificato | Solo prove/Terzo pilota | Grassetto – Pole position Corsivo – Giro più veloce Apice – Risultato Qualifica Sprint (A punti) |

### Record in Formula 1
(Aggiornato dopo il Gran Premio del Bahrein 2023)

| Record                                                            | Numero/Data                                                      |
| ----------------------------------------------------------------- | ---------------------------------------------------------------- |
| Maggior numero di vittorie per un finlandese                      | 21 (al Gran Premio degli Stati Uniti d'America 2018)             |
| Maggior intervallo di tempo tra la prima e l'ultima vittoria      | 15 anni, 6 mesi e 28 giorni (da Malesia 2003 a Stati Uniti 2018) |
| Maggior numero di podi per un finlandese                          | 103 (al Gran Premio del Brasile 2018)                            |
| Maggior numero di terzi posti in carriera                         | 45 (al Gran Premio del Brasile 2018)                             |
| Maggior numero di giri veloci in una stagione                     | 10 (2005 e 2008)                                                 |
| Maggior numero di stagioni con almeno un punto                    | 18                                                               |
| Maggior intervallo di tempo tra due Pole position                 | 8 anni, 11 mesi e 6 giorni (da Francia 2008 a Monaco 2017)       |
| Maggior intervallo di tempo tra la prima e l'ultima Pole position | 15 anni, 2 mesi e 4 giorni (da Europa 2003 a Italia 2018)        |
| Maggior numero di punti conquistati da un finlandese              | 1873 (al Gran Premio di Abu Dhabi 2021)                          |

### Campionato del mondo rally
| 2009 | Scuderia             | Vettura                   |  |  |  |  |  |  |  |  |     |  |  |  |  | Punti | Pos. |
| ---- | -------------------- | ------------------------- |  |  |  |  |  |  |  |  | --- |  |  |  |  | ----- | ---- |
| 2009 | Tommi Mäkinen Racing | Abarth Grande Punto S2000 |  |  |  |  |  |  |  |  | Rit |  |  |  |  | 0     |      |

| 2010 | Scuderia            | Vettura        |    |     |   |   |  |    |    |    |   |     |     |    |   | Punti | Pos. |
| ---- | ------------------- | -------------- | -- | --- | - | - |  | -- | -- | -- | - | --- | --- | -- | - | ----- | ---- |
| 2010 | Citroën Junior Team | Citroën C4 WRC | 29 | Rit | 8 | 5 |  | 10 | 11 | 25 | 7 | Rit | Rit | NP | 8 | 25    | 10º  |

| 2011 | Scuderia     | Vettura         |   |  |   |   |  |  |   |   |   |  |     |     |     | Punti | Pos. |
| ---- | ------------ | --------------- | - |  | - | - |  |  | - | - | - |  | --- | --- | --- | ----- | ---- |
| 2011 | ICE 1 Racing | Citroën DS3 WRC | 8 |  | 7 | 6 |  |  | 7 | 9 | 6 |  | Rit | Rit | Rit | 34    | 10º  |

| Legenda | 1º posto | 2º posto | 3º posto | A punti | Senza punti | Ritirato | Squalificato | NP=Non partito C=Gara cancellata | Apice=Power stage |

### NASCAR

#### Nationwide Series
| Anno | Team                   | Numero | Marca            | 1   | 2   | 3   | 4   | 5   | 6   | 7   | 8   | 9   | 10  | 11  | 12  | 13     | 14  | 15  | 16  | 17  | 18  | 19  | 20  | 21  | 22  | 23  | 24  | 25  | 26  | 27  | 28  | 29  | 30  | 31  | 32  | 33  | 34  | Punti | Pos. |
| ---- | ---------------------- | ------ | ---------------- | --- | --- | --- | --- | --- | --- | --- | --- | --- | --- | --- | --- | ------ | --- | --- | --- | --- | --- | --- | --- | --- | --- | --- | --- | --- | --- | --- | --- | --- | --- | --- | --- | --- | --- | ----- | ---- |
| 2011 | Kyle Busch Motorsports | 87     | Chevrolet Toyota | DAY | PHO | LVS | BRI | CAL | TEX | TAL | NSH | RCH | DAR | DOV | IOW | CLT 27 | CHI | MCH | ROA | DAY | KEN | NHA | NSH | IRP | IOW | GLN | CGV | BRI | ATL | RCH | CHI | DOV | KAN | CLT | TEX | PHO | HOM | 01    | 127º |

#### Camping World Truck Series
| Anno | Team                   | Numero | Marca  | 1   | 2   | 3   | 4   | 5   | 6   | 7      | 8   | 9   | 10  | 11  | 12  | 13  | 14  | 15  | 16  | 17  | 18  | 19  | 20  | 21  | 22  | 23  | 24  | 25  | Punti | Pos. |
| ---- | ---------------------- | ------ | ------ | --- | --- | --- | --- | --- | --- | ------ | --- | --- | --- | --- | --- | --- | --- | --- | --- | --- | --- | --- | --- | --- | --- | --- | --- | --- | ----- | ---- |
| 2011 | Kyle Busch Motorsports | 15     | Toyota | DAY | PHO | DAR | MAR | NSH | DOV | CLT 15 | KAN | TEX | KEN | IOW | NSH | IRP | POC | MCH | BRI | ATL | CHI | NHA | KEN | LVS | TAL | MAR | TEX | HOM | 01    | 92º  |

#### Cup Series
| Anno | Team                   | Numero | Marca     | 1   | 2   | 3   | 4   | 5   | 6   | 7   | 8   | 9   | 10  | 11  | 12  | 13  | 14  | 15  | 16  | 17  | 18  | 19  | 20  | 21  | 22  | 23  | 24  | 25     | 26  | 27  | 28  | 29  | 30  | 31  | 32  | 33  | 34  | 35  | 36  | NCSC | Pts | Ref |
| ---- | ---------------------- | ------ | --------- | --- | --- | --- | --- | --- | --- | --- | --- | --- | --- | --- | --- | --- | --- | --- | --- | --- | --- | --- | --- | --- | --- | --- | --- | ------ | --- | --- | --- | --- | --- | --- | --- | --- | --- | --- | --- | ---- | --- | --- |
| 2022 | Trackhouse Racing Team | 91     | Chevrolet | DAY | CAL | LVS | PHO | ATL | COA | RCH | MAR | BRI | TAL | DOV | DAR | KAN | CLT | GTW | SON | NSH | ROA | ATL | NHA | POC | IRC | MCH | RCH | GLN 37 | DAY | DAR | KAN | BRI | TEX | TAL | CLT | LVS | HOM | MAR | PHO | 41°  | 1   |     |

1 Dopo l'iscrizione, l'autista e il proprietario non hanno totalizzato punti.

## Vita privata
Il pilota è figlio di Matti (deceduto per un infarto due giorni prima del Natale 2010) e Paula, e ha un fratello, Rami, che a sua volta corre nei rally e occasionalmente in competizioni con auto "a ruote scoperte" in Finlandia.
Il 31 luglio 2004 sposò Jenni Dahlman, modella, eletta nel 2001 Miss Scandinavia; i due hanno divorziato nel febbraio del 2013. Da allora è legato all'ex hostess di volo Minttu Virtanen, sposata il 7 agosto 2016 e dalla quale ha avuto tre figli: Robin Ace Matias, nato il 27 gennaio 2015, Rianna Angelia Milana, nata il 16 maggio 2017 e Grace, nata il 13 giugno 2023.
Durante lo stop estivo dalla F1, risiedeva nella sua villa di Kaskisaari, vicino a Helsinki, e in un'altra villa a Porkkala. Precedentemente risiedeva a Wollerau, una villa venduta dopo il divorzio dall'ex moglie; ha poi acquistato un'altra villa a Baar, in Svizzera, dove tuttora vive con moglie e figli, più comoda per varie questioni logistiche legate alla sua professione.

## Curiosità
- Viene ringraziato da Chris Pitman dei Guns N' Roses nel booklet digitale di Chinese Democracy.[83]
- Walz Hardcore Cycles ha prodotto per lui due moto uniche e su misura che la casa ha ribattezzato Iceman e Iceman II.[84]
- Nel 2007 insieme a due amici partecipa a una gara Powerboat nel porto di Hanko in Finlandia travestito da gorilla e con lo pseudonimo "James Hunt" (pilota che Kimi stima molto). Hanno anche ricevuto un premio per il miglior vestito.
- Ad agosto 2008 viene annunciato che Kimi apparirà in alcuni francobolli finlandesi. I francobolli, che sono stati emessi per commemorare il 370º anniversario del servizio postale finlandese, hanno l'immagine della sua Ferrari e del suo podio in Malesia con le parole 'F1 World Champion '07 Kimi Räikkönen'.
- All'Erzberg Rodeo 2010 Kimi con la sua Citroën C4 vince la sfida organizzata dalla Red Bull contro il campione polacco di Enduro Tadeusz Błażusiak.
- A gennaio 2017 viene nominato ambasciatore dello sport finlandese.[85]
- Nel 2017 gioca insieme ad altre celebrità nella "Partita del Cuore", realizzando una tripletta.
- Nel 2019 vince la sesta edizione di The Man, competizione volta a certificare la maggior personalità del panorama mondiale.
- Nel maggio 2020 riceve in regalo dalla Scuderia Ferrari la vettura con cui vinse l'ultimo Gran Premio con il Cavallino, la SF71H del GP USA 2018 (Austin).[86][87]
- Nel dicembre 2020 viene premiato con il FIA Award "Action of the year", grazie alla partenza in condizioni proibitive nel Gp del Portogallo, dove guadagna ben 10 posizioni in un solo giro.
- Nel corso della sua carriera in Formula 1 ha vinto con tre generazioni di motori differenti: V10 (McLaren), V8 (Ferrari, Lotus), V6 (Ferrari).